# Liste der Kulturdenkmale in Tharandt
+

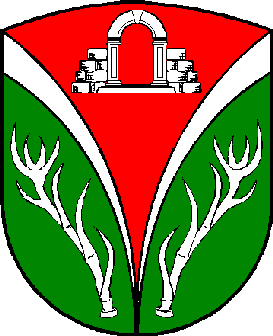
Wappen der Stadt Tharandt

Die Liste der Kulturdenkmale in Tharandt enthält die Kulturdenkmale der Stadt Tharandt und ihrer Ortsteile im sächsischen Landkreis Sächsische Schweiz-Osterzgebirge. Die Anmerkungen sind zu beachten.
Diese Liste ist eine Teilliste der Liste der Kulturdenkmale im Landkreis Sächsische Schweiz-Osterzgebirge. 

Diese Liste ist eine Teilliste der Liste der Kulturdenkmale in Sachsen.

## Legende
- Bild: Bild des Kulturdenkmals, ggf. zusätzlich mit einem Link zu weiteren Fotos des Kulturdenkmals im Medienarchiv Wikimedia Commons. Wenn man auf das Kamerasymbol klickt, können Fotos zu Kulturdenkmalen aus dieser Liste hochgeladen werden:
- Bezeichnung: Denkmalgeschützte Objekte und ggf. Bauwerksname des Kulturdenkmals
- Lage: Straßenname und Hausnummer oder Flurstücknummer des Kulturdenkmals. Die Grundsortierung der Liste erfolgt nach dieser Adresse. Der Link (Karte) führt zu verschiedenen Kartendiensten mit der Position des Kulturdenkmals. Fehlt dieser Link, wurden die Koordinaten noch nicht eingetragen. Sind diese bekannt, können sie über ein Tool mit einer Kartenansicht einfach nachgetragen werden. In dieser Kartenansicht sind Kulturdenkmale ohne Koordinaten mit einem roten bzw. orangen Marker dargestellt und können durch Verschieben auf die richtige Position in der Karte mit Koordinaten versehen werden. Kulturdenkmale ohne Bild sind an einem blauen bzw. roten Marker erkennbar.
- Datierung: Baubeginn, Fertigstellung, Datum der Erstnennung oder grobe zeitliche Einordnung entsprechend des Eintrags in der sächsischen Denkmaldatenbank
- Beschreibung: Kurzcharakteristik des Kulturdenkmals entsprechend des Eintrags in der sächsischen Denkmaldatenbank, ggf. ergänzt durch die dort nur selten veröffentlichten Erfassungstexte oder zusätzliche Informationen
- ID: Vom Landesamt für Denkmalpflege Sachsen vergebene, das Kulturdenkmal eindeutig identifizierende Objekt-Nummer. Der Link führt zum PDF-Denkmaldokument des Landesamtes für Denkmalpflege Sachsen. Bei ehemaligen Kulturdenkmalen können die Objektnummern unbekannt sein und deshalb fehlen bzw. die Links von aus der Datenbank entfernten Objektnummern ins Leere führen. Ein ggf. vorhandenes Icon  führt zu den Angaben des Kulturdenkmals bei Wikidata.

## Tharandt
| Bild                                    | Bezeichnung | Lage                                          | Datierung                                                                       | Beschreibung | ID       |
| --------------------------------------- | --- | --------------------------------------------- | ------------------------------------------------------------------------------- | --- | -------- |
|                                         | Denkmal | (Karte)                                       | bez. 1786                                                                       | Denkmal für eine vom Blitz erschlagene Frau, ortsgeschichtlich von Bedeutung, kleiner Sandstein. | 08963734 |
| Weitere Bilder                          | Judeich-Denkmal, Grabmal | (Karte)                                       | wohl 1894                                                                       | Grabstätte des Forstwissenschaftlers und Oberforstrats Johann Friedrich Judeich (1828–1894), ab 1866 Direktor der Forstakademie Tharandt, ortsgeschichtlich von Bedeutung. | 08963681 |
|                                         | Bellmannslos | (Karte)                                       | 19. Jh.                                                                         | Stützmauern des Floßholzplatzes – ortsgeschichtlich von Bedeutung. | 09278424 |
|                                         | Denkmal | (Karte)                                       | 1893                                                                            | Für den von König Albert geschossenen 1000. Hirsch, ortsgeschichtlich von Bedeutung, Sandstein. | 08963733 |
|                                         | Heinrichseck | (Karte)                                       |                                                                                 | Denkmal mit kupferner Entfernungsplatte – ortsgeschichtlich von Bedeutung | 08963732 |
|                                         | Forstvermessungssäule | (Karte)                                       | 1740                                                                            | Ortsgeschichtlich von Bedeutung. | 09278426 |
| Direkt Bild zu diesem Denkmal hochladen | Wettinstein | (Karte)                                       | 1889                                                                            | Gedenkstein – ortsgeschichtlich von Bedeutung | 09278420 |
|                                         | Grab Cottas mit Gedenktafel | (Karte)                                       | 1843                                                                            | Errichtet zum 80. Geburtstag am 30. Oktober 1843 von Heinrich Cotta (1763–1844), geschichtlich von Bedeutung. | 08963680 |
|                                         | Gedenkstein | (Karte)                                       | 19. Jh.                                                                         | Ortsgeschichtlich von Bedeutung. Förster-Resag-Gedenkstein. | 09278386 |
|                                         | Nackestein | (Karte)                                       | nach 1924                                                                       | Gedenkstein – ortsgeschichtlich von Bedeutung. Inschrift: Nacke gest. 18.10.24. | 09278390 |
| Direkt Bild zu diesem Denkmal hochladen | Salzlecke | (Karte)                                       | um 1750                                                                         | Jagd- und kulturgeschichtlich von Bedeutung. | 09278423 |
|                                         | Wertherdenkmal | (Karte)                                       | nach 1844                                                                       | Ortshistorisch relevant. Erinnert an ein Duell zweier Forst-Studenten zu Ostern 1844, bei dem Otto Werther zu Tode kam. | 08963686 |
|                                         | Wohnhaus | Akademieweg 2 (Karte)                         | 18. Jh.                                                                         | Barocker Bau, Fachwerk über zwei Obergeschosse, Teil der alten Ortsbebauung, baugeschichtliche und städtebauliche Bedeutung. Auf hohem Sockelgeschoss zwei Geschosse Fachwerk, verputzt, im Erdgeschoss Ladeneinbau, Walmdach mit fünf Fledermausgauben. | 08963556 |
|                                         | Wohnhaus mit seitlichen Anbauten                                                                                                  | Akademieweg 4; 4a (Karte)                     | um 1800                                                                         | Obergeschoss Fachwerk verputzt, baugeschichtliche und städtebauliche Bedeutung. Erdgeschoss massiv, Steingewände, flachbogiges Türgewände, Obergeschoss Fachwerk verputzt, Dachausbau über die ganze Hausbreite. | 08963564 |
|                                         | Wohnhaus in offener Bebauung | Akademieweg 6 (Karte)                         | 19. Jh.                                                                         | Baugeschichtliche und ortsbildprägende Bedeutung. Dreigeschossiger massiver Putzbau. | 09303963 |
|                                         | Sog. Neger-Villa (Direktor des Forstgartens ab 1905) mit Park am Forstbotanischen Garten                                          | Am Forstgarten 1 (Karte)                      | 1910/1920                                                                       | Ortshistorisch, gartenpflegerisch und baugeschichtlich relevant. Zweigeschossiger Bau, hohes Sockelgeschoss aus Quadermauerwerk, Terrasse mit Pergola auf Pfeilern, Obergeschoss verbrettert. | 08963524 |
|                                         | Wohnhaus in geschlossener Bebauung                                                                                                | Am Markt 6 (Karte)                            | um 1900                                                                         | Mit intakter späthistoristischer Fassade, baugeschichtliche Bedeutung. Erdgeschoss verändert, Fenstersprossung im originalen Sinn. | 09303964 |
|                                         | Meilenstein | Am Markt 6 (gegenüber) (Karte)                | 19. Jh. (Meilenstein)                                                           | Verkehrsgeschichtlich von Bedeutung. Inschrift „Freiberg 2,94 M“. | 09303966 |
|                                         | Wohn- und Geschäftshaus in geschlossener Bebauung                                                                                 | Am Markt 8 (Karte)                            | Ende 19. Jh.                                                                    | Städtebauliche Relevanz. Dreigeschossiger Putzbau mit weitgehend originalen Fensteröffnungen im Erdgeschoss, Korbbogenportal, im 1. Obergeschoss profilierte Fensterbedachungen, flaches Satteldach. | 08963584 |
|                                         | Wohn- und Geschäftshaus in geschlossener Bebauung                                                                                 | Am Markt 10 (Karte)                           | Ende 19. Jh., Kern älter                                                        | Baugeschichtliche und städtebauliche Relevanz. Im Erdgeschoss Korbbogenportal (Sandstein), im Obergeschoss profilierte Fenstergewände, Dachhecht. | 08963585 |
| Weitere Bilder                          | Postmeilensäule | Am Markt 12 (gegenüber) (Karte)               | Bezeichnet mit 1730 (Original); 1959 (Replik); 1964 (Erste Kopie); 2006 (Kopie) | Sachgesamtheitsbestandteil der Sachgesamtheit: Kursächsische Postmeilensäule (Sachgesamtheit) (ID-Nr. 09304826); Kopie einer Distanzsäule (Wappen original), verkehrsgeschichtlich von Bedeutung. Kursächsische Distanzsäule aus Sandstein, an dominanter Stelle auf dem Marktplatz; in der typischen Form (mit Entfernungsangaben beschrifteter) Obelisk auf Sockel, mit je zwei polnischen und Kurwappen sowie „AR“- Monogramm und Posthornzeichen. Die Säule wurde 1730 auf dem Markt von Tharandt aufgestellt, 1824 wurde sie wegen des Ausbaus der Freiberger Poststraße abgetragen, Schaft und Sockel an anderer Stelle wieder aufgestellt. Wappenstück auf einem Forstdenkmal in einem Garten in der Sidonienstraße platziert, 1870 Sockel und Schriftteil der Säule abgetragen und als Baumaterialien zum Hausbau verwendet. Um 1959 fertigte Steinmetzmeister Kurt Wolf aus Tharandt eine erste Kopie der gesamten Säule mit ergänztem originalem Wappen an, die 1964 aufgestellt wurde. Im Jahre 2006 wurde eine zweite Kopie angefertigt. Die erste Replik von 1964 wurde in der Form als Postmeistersäule des 19. Jh. 2014 im Ortsteil Grillenburg wiederaufgestellt. | 08963557 |
|                                         | Wohnhaus in offener Bebauung | Am Mühlgraben 6 (Karte)                       | E. 19. Jh.                                                                      | Baugeschichtliche Bedeutung. Gediegene Architektur, roter Klinker. | 09303965 |
|                                         | Wohnhaus | Am Mühlgraben 8 (Karte)                       | 2. Hälfte 19. Jh.                                                               | Mit Anklängen an den Schweizerstil, baugeschichtliche und städtebauliche Bedeutung. Zweigeschossiger Putzbau auf hohem Sockelgeschoss, Eckquaderung, Steingewände, Winterfenster, Dachüberstand, in Hanglage unterhalb der Kirche. | 08963539 |
|                                         | Inschrifttafel der ehemaligen Schlossmühle                                                                                        | Am Mühlgraben 10 (Karte)                      | bez. 1650                                                                       | Ortsgeschichtliche Bedeutung. Inschrift: „Den Bau auf George Marches Kosten / Bewahre Gott an Stul und Pfosten / Er segne diese Mühl und Hauß / Und alle die gehn ein und auß / Gott wolle es aller seitig behüten / Und allem Unglück auß gebieten / Im Friedens Jahre 1650“; befand sich an der 1988 abgebrochenen Schlossmühle. | 08963538 |
|                                         | Wohnhaus | Amtsgasse 2 (Karte)                           | Ende 19. Jh.                                                                    | Mit Backsteingliederung, baugeschichtliche und städtebauliche Bedeutung. Putzbau mit Gliederung in gelbem und rotem Backstein, Zieranker, vorgezogener Seitenteil, Kranzgesims, Krüppelwalmdach. | 08963653 |
|                                         | Wohnhaus | Amtsgasse 4 (Karte)                           | um 1880                                                                         | Baugeschichtliche und städtebauliche Bedeutung. Vielgliedriger Putzbau, in Hanglage, zweigeschossig mit Dachausbau, Steingewände, Putzgliederung, Eckturm mit Pyramidendach, bildprägend durch erhöhte Lage. | 08963654 |
|                                         | Villa | Auf der Bismarckhöhe 11 (Karte)               | um 1900                                                                         | In zeittypischer Bauformen, vor allem bauhistorische Relevanz. Villa auf vielgliedrigem Grundriss, Putzbau mit Zierfachwerk und Eckturm, eingeschossig, reiche Dachlandschaft, breite Flachbogenfenster, Steingewände, Einfriedung: aufwändiger schmiedeeiserner Zaun. Denkmaltext: Villa (um 1900), eingeschossig, Putzbau mit Rustika, Zierfachwerk und Eckturm, heterogen in Grundriss und Dachlandschaft, breite Flachbogenfenster, das originale Haustürblatt zeigt Einflüsse des Jugendstils, innen Farbglasfenster, holzverschalte Diele, Holzbalkendecke, kunstvolles Treppengeländer, die Vielfalt der Materialien und Formen weist auf den beginnenden Reformstil und Landhausstil hin, baugeschichtliche Bedeutung. (Der Garten nicht denkmalrelevant, da nicht authentisch, auch die Einfriedung ist zweitverwendet). | 08963578 |
|                                         | Villa mit Garten | Bergstraße 1 (Karte)                          | um 1905                                                                         | Vor allem baugeschichtliche Bedeutung. Vielgliedriger Baukörper auf bossiertem Porphyrsockel, sonst verputzt, Erker, Vor- und Rücksprünge, Ziergiebel, verglaste Veranda, reiche Dachlandschaft mit drei Kaminen, Krüppelwalmdach. | 08963674 |
|                                         | Villa mit Einfriedung und Pavillon                                                                                                | Bergstraße 9 (Karte)                          | um 1900                                                                         | Unter anderem baugeschichtliche Bedeutung. Auf vielgliedrigem Grundriss, verputzt, Türmchen, im Giebel Zierfachwerk, Dachüberstand, Krüppelwalmdach. - Villengarten: Einfriedung: östliche Einfriedung zur Bergstraße und Zugang mit Stützmauern aus Sandsteinmauerwerk mit bossierten Quadersteinen und aufgesetzten Pfeilern. - Bodenrelief: von Ost nach West ansteigender Hang, im unteren Ost-Bereich und oberen West-Bereich Gartenflächen erhalten, im mittleren Bereich nach 2000 durch das Einfügen einer Stützmauer aus Sandstein Bodenrelief verändert, östliche Einfriedung als Stützmauer. - Gehölze: an der nördlichen Gartengrenze Stubben einer Blutbuche (Nachpflanzung einer Rotbuche am anderen Standort), 2 Eiben, eine Stechpalme, Obstbäume im oberen West-Bereich, an der südlichen Grenze Haselnusshecke, Magnolie. - Bauliche Elemente: Pavillon aus Holz mit Kupferdach, einer Tür und zwei Fenstern. Ausstattung: Gartenbank mit Lehne aus Metallgestell und Holzlatten. | 08963671 |
|                                         | Mietshaus | Dresdner Straße 2 (Karte)                     | 1905/1910                                                                       | Unter anderem baugeschichtliche Bedeutung, dreigeschossiger Kubus mit profilierten Gewänden, flacher Mittelrisalit, hölzerne Eingangsbedachung, Zierfachwerk am Dacherker, Krüppelwalmdach. | 08963554 |
|                                         | Wohnhaus | Dresdner Straße 3 (Karte)                     | Mitte 19. Jh.                                                                   | mit Stilelementen der Neorenaissance, baugeschichtliche Bedeutung. Dreigeschossiger Bau mit neun Achsen zur Straße, im Erdgeschoss Rundbogenfenster, Putzgliederung, im 1. Obergeschoss Dreieckgiebel, Betonung der Seiten durch Eckquaderung und Pilastergliederung. | 08963531 |
| Weitere Bilder                          | Gasthof „Schillereck“ | Dresdner Straße 4 (Karte)                     | 1785                                                                            | Gasthof mit Inschrifttafel – bau- und ortsgeschichtlicher Wert, breitgelagerter Baukörper, Erdgeschoss massiv, flachbogiges Türportal mit Schlussstein, Obergeschoss Fachwerk, Giebel massiv, drei Dachhäuschen, Tafel: „Hier wohnte 1787 Friedrich Schiller. Gestiftet am 100jährigen Todestage, den 9. Mai 1905 von den Kindern der Bürgerschule.“ Dacherker. | 08963555 |
|                                         | Gasthof Hubertus, jetzt Wohnhaus                                                                                                  | Dresdner Straße 5 (Karte)                     | 18. Jh.                                                                         | Obergeschoss Fachwerk, u. a. baugeschichtliche Bedeutung, traufständig auf L-förmigem Grundriss, Erdgeschoss massiv, Obergeschoss Fachwerk, teils massiv, großes Dachhäuschen, Walmdach. | 08963529 |
|                                         | Wohn- und Geschäftshaus in offener Bebauung                                                                                       | Dresdner Straße 8 (Karte)                     | 1. Hälfte 19. Jh.                                                               | beide Obergeschosse Fachwerk, verputzt, baugeschichtliche und städtebauliche Bedeutung. Dreigeschossiger Bau, Erdgeschoss massiv, mit Ladeneinbau, die Obergeschosse Fachwerk, verputzt, Walmdach. | 08963604 |
|                                         | Wohnhaus | Dresdner Straße 13 (Karte)                    | bez. 1769 (Schlussstein)                                                        | baugeschichtliche Relevanz. Erdgeschoss und Obergeschoss massiv, profilierte Gewände, zwei flachbogige Türgewände, eines mit Schlussstein. | 08963583 |
| Weitere Bilder                          | Gasthof „Deutsches Haus“ | Dresdner Straße 14 (Karte)                    | 18./19. Jh.                                                                     | bildprägend in Ecklage, ortshistorisch relevant. Über hakenförmigem Grundriss errichtete Gebäudegruppe, dreigeschossiges Gasthaus mit Krüppelwalmdach, Erdgeschoss massiv, die Obergeschosse Fachwerk, Saal: hohes Sockelgeschoss mit Putznutung, hohe Fenster, Eckquaderung, Walmdach. Im Jahr 2015 abgerissen. | 08963532 |
|                                         | Mietshaus | Dresdner Straße 16 (Karte)                    | um 1920                                                                         | baugeschichtlich relevant, zweigeschossiger Kubus mit Dachausbau, Auslucht, abgerundete Traufe, mehrere Dachhäuschen, Mansardwalmdach. | 08963530 |
| Weitere Bilder                          | Wohnhaus | Dresdner Straße 20 (Karte)                    | letztes Drittel 19. Jh.                                                         | im Schweizerstil, baugeschichtliche Bedeutung, authentisch ausgewogener zweigeschossiger Bau mit Drempel, im Erdgeschoss Putznutung, Eckquaderung, sonst schöne Putzgliederung, Winterfenster, Balkon, Zierverbretterung im Giebel. | 08963528 |
| Weitere Bilder                          | Bahnhof Tharandt | Dresdner Straße 30 (Karte)                    | 1909                                                                            | Bahnhof Tharandt mit Empfangsgebäude, Nebengebäude, Unterführungsüberdachung, überdachter Inselbahnsteig, Abtritt, Geräteschuppen, Güterboden 100 m östlich sowie 300 m östlich Stellwerk – Anlage von großem verkehrsgeschichtlichen und architektonischen Wert. Beachtlicher Bahnhofsbau im Schweizerstil, zweigeschossig mit Dachausbau, Granitsockel, Flachbogenfenster mit originaler Sprossung, Obergeschoss aufwändig verbrettert, Balkon, vorgezogener Mittelteil, großer Dacherker, westlich daneben renoviertes Gebäude gleichen Stils (Zierverbretterung),Unterführungsüberdachung und Inselbahnsteig ebenfalls saniert, der zweite Inselbahnsteig existiert nicht mehr, 100 Meter östlich des Empfangsgebäudes gelegener Güterboden sehr glatt saniert (hellgelb gefärbter Putz, grünes Dach), dennoch denkmalrelevant, das Stellwerk an der Bahnstrecke neben Dresdner Straße 36a ist das einzig verbliebene, Bahnhof Tharandt (DTH – 06493 I), Eisenbahnstrecke Dresden–Werdau (DW 6258). | 08963526 |
|                                         | Villa mit Garten, Pavillon und Stützmauer                                                                                         | Fördergersdorfer Straße 10 (Karte)            | um 1905                                                                         | trotz Veränderungen noch baugeschichtlich relevant. - Villa: hoher Sandsteinsockel, sonst verputzt, das Dachgeschoss mit vielen Ausbauten, verschiefert, zum Teil vorkragend, Türmchen - Villengarten: Gartenteil: Vorgarten im Norden - Einfriedung: im Norden zur Fördergersdorfer Straße Stützmauer (z. T. eingestürzt) aus bossiertem Sandsteinmauerwerk mit aufgesetzten Pfeilern - Erschließung und bauliche Elemente: in der Mitte der Stützmauer an der Straße zurückgesetzte Treppenanlage mit zwei und sieben Sandsteinstufen und beidseitigen Stützmauern, geschwungen geführte Wege, Bodenrelief: von West nach Ost ansteigender Hang - Gehölze: in der Achse der Treppe Solitärbaum (veredelte Ulme), Baumpaar (zwei die Villa rahmende Rotbuchen), Eiben, Walnuss - Kleinarchitektur: an der NW-Ecke Gartenpavillon mit Holzstützen und Ziegeldach. | 08963577 |
|                                         | Wohnhaus | Freiberger Straße 3 (Karte)                   | um 1850                                                                         | Obergeschoss Fachwerk verputzt, baugeschichtlich von Bedeutung. Erdgeschoss massiv, Steingewände, Obergeschoss Fachwerk verputzt, profiliertes Kranzgesims, Krüppelwalmdach mit Dacherker. | 08963595 |
|                                         | Wohnhaus | Freiberger Straße 4 (Karte)                   | um 1850                                                                         | Obergeschoss Fachwerk verputzt, baugeschichtlich von Bedeutung. Erdgeschoss massiv, Winterfenster, Obergeschoss Fachwerk verputzt, Krüppelwalmdach. | 08963594 |
|                                         | Wohnhaus | Freiberger Straße 10 (Karte)                  | 1. H. 19. Jh.                                                                   | beide Geschosse Fachwerk verputzt, baugeschichtlich von Bedeutung. In beiden Geschossen Fachwerk verputzt, originale Fenstergrößen, Frackdach. | 08963596 |
|                                         | Wohnhaus | Freiberger Straße 24 (Karte)                  | 1. Hälfte 19. Jh.                                                               | Obergeschoss Fachwerk verputzt, baugeschichtlich von Bedeutung. Zweigeschossig, Erdgeschoss massiv, verputzt, Obergeschoss Fachwerk verputzt, Satteldach mit zwei Dachhäuschen (neu). | 08963600 |
|                                         | Villa im Schweizerstil | Hangweg 5 (Karte)                             | Ende 19. Jh.                                                                    | Unter anderem baugeschichtliche Relevanz. Eingeschossig mit Dachausbau, hoher Porphyrsockel, sonst verputzt, Ecksäule, im Giebel Zierfachwerk, vielgliedrige Dachlandschaft, bildprägend durch Hanglage. - Garten: im Osten der Villa Garten mit Rasenterrassen, im Westen der Villa Hof mit Nebengebäude - Einfriedung: zur Bergstraße östliche Einfriedungsmauer als neue Stützmauer aus Granit, zum Hangweg westliche Einfriedungsmauer als Stützmauer mit einem Pfeiler - Erschließung: im NW Zufahrt vom Hangweg - Bodenrelief: Stützmauern (Einfriedung), Terrassierung mit Rasenterrassen und Rasenböschungen - Gehölze: im NO-Bereich Baumgruppe (drei Koniferen), im SO-Bereich ein Apfelbaum, im NW-Bereich Baumgruppe (zwei Fichten) - bauliche Elemente: zum Eingang der Villa Treppe mit neun profilierten Sandsteinstufen. | 08963672 |
|                                         | Villa Daheim | Hangweg 13 (Karte)                            | um 1900                                                                         | Villa und Garten – stattliche Backsteinvilla, baugeschichtliche Bedeutung. - Villa: zweigeschossiger Bau auf vielgliedrigem Grundriss, Erdgeschoss Steinsockel, sonst gelber Backstein mit Sandsteingewänden, vorgezogener Mittelteil mit Giebelaufsatz und Obelisken, verglaste dreigeschossige Veranda, Dachhäuschen, bildprägend durch Hanglage. - Villengarten: Einfriedung: im SO an der Bergstraße Einfriedungsmauer (Stützmauer) aus Sandsteinmauerwerk und Pforte aus Eisenstabgitter, aufgesetztes Geländer auf ansteigender Stützmauer an der Pforte, Bodenrelief: von SO nach NW stark ansteigender Hang, Stützmauer als Einfriedungsmauer, im SO und SW der Villa Rasenterrasse nach SO mit einer Stützmauer abgefangen, im NW des Hofes Stützmauer und obere kleine Vorgartenfläche, Erschließung: von der Pforte an der Bergstraße ausgehend ansteigender Zugangsweg mit Treppen aus Sandsteinstufen bis zur Terrasse der Villa und weiterführend an der NO-Seite der Villa bis zum Hof, im NW vom Hangweg herabführender Zugangsweg bis zum Hof, Hof z. T. mit Kleinsteinpflaster aus Granit und profilierten Gehwegklinkern befestigt. - Gehölze: am ansteigenden Zugangsweg von der Bergstraße Solitärbäume und Baumgruppen (Linde, zwei Hainbuchen, Linde, Roteiche, Eibe); Blickbeziehung: ehemalige Blickbezüge nach SO von Bäumen am Hang gerahmt (heute durch Wildwuchs verstellt). | 08963673 |
| Weitere Bilder                          | Sachgesamtheit Forstbotanischer Garten mit den Einzeldenkmalen: Forstbotanisches Museum (Schweizer Haus) und verschiedenen Büsten | Heinrich-Cotta-Straße (Karte)                 | 1811                                                                            | Sachgesamtheit Forstbotanischer Garten Tharandt (Gartendenkmal) mit den Einzeldenkmalen: Forstbotanisches Museum (Schweizer Haus) und Büsten von Heinrich Cotta (1763–1844), Max Robert Pressler (1815–1886) und Johann Adam Reum (1780–1839) sowie Denkmal für die Gefallenen des Ersten Weltkriegs (ID-Nr. 08963522) – überregionale geschichtliche Bedeutung. Der Garten wurde 1811 von Adam Reum und Heinrich Cotta angelegt, Größe ca. 18 ha, 2000 unterschiedliche Gehölze werden angebaut. | 09300822 |
| Direkt Bild zu diesem Denkmal hochladen | Forstbotanisches Museum (Schweizer Haus) (Einzeldenkmale zu ID-Nr. 09300822)                                                      | Heinrich-Cotta-Straße (Karte)                 | 1842                                                                            | Einzeldenkmale der Sachgesamtheit Forstbotanischer Garten: Forstbotanisches Museum (Schweizer Haus) und Büsten von Heinrich Cotta, Max Robert Pressler und Johann Adam Reum sowie Denkmal für die Gefallenen des Ersten Weltkriegs – überregionale geschichtliche Bedeutung. Der Garten wurde 1811 von Adam Reum und Heinrich Cotta angelegt, Größe ca. 18 ha, 2000 unterschiedliche Gehölze werden angebaut. | 08963522 |
|                                         | Wohnhaus | Heinrich-Cotta-Straße 2 (Karte)               | Kern 18. Jh. oder älter                                                         | Obergeschoss Fachwerk, baugeschichtlich von Bedeutung. Erdgeschoss massiv, Schlagläden, Obergeschoss Fachwerk, Giebel verputzt, Frackdach. | 08963603 |
|                                         | Wohnhaus | Heinrich-Cotta-Straße 4 (Karte)               | um 1890                                                                         | mit Schweizerstil-Elementen, baugeschichtliche Relevanz. Eingeschossiger Bau mit Drempel auf hohem Sandsteinsockel, Gliederungen in rotem Backstein, Veranda (Holz), im Giebel hölzerne Zierelemente. | 08963605 |
|                                         | Wohnhaus | Heinrich-Cotta-Straße 6 (Karte)               | 1. Hälfte 19. Jh.                                                               | Obergeschoss Fachwerk, baugeschichtlich von Bedeutung. Erdgeschoss massiv, Steingewände, hölzerner Eingangsbau, Obergeschoss Fachwerk, verputzt, Satteldach. | 08963622 |
|                                         | Alte Schule, jetzt Wohnhaus | Heinrich-Cotta-Straße 9 (Karte)               | Mitte 19. Jh.                                                                   | Fachwerkbau, baugeschichtlich und ortsgeschichtlich von Bedeutung. Erdgeschoss Fachwerk, verputzt, Obergeschoss halb Fachwerk, halb verputzt, massiv, Satteldach. | 08963624 |
|                                         | Grablege | Heinrich-Cotta-Straße 9 (bei) (Karte)         | 1. Hälfte 19. Jh.                                                               | klassizistisches Wandgrab für die Familie von Oehlschlägel, ortsgeschichtlich von Bedeutung. Sandstein, Dreieckgiebel auf zwei Säulen, sechs Schrifttafeln, Inschrift im Giebel: „Ruhestätte der Familie von Oehlschlägel/Über Zeit und Raum in Ewigkeit ist das Heil’ge Land der Seligkeit“, auf ehemaligem Friedhofsgelände (Ende 19. Jh. verlegt). | 08963625 |
|                                         | Zwei Gebäude eines Anwesens | Heinrich-Cotta-Straße 11 (Karte)              | 1890/1900                                                                       | Zwei Gebäude eines Anwesens, v. a. baugeschichtliche Bedeutung | 08963525 |
|                                         | Doppel-Wohnhaus in offener Bebauung                                                                                               | Heinrich-Cotta-Straße 12; 14 (Karte)          | 19. Jh.                                                                         | baugeschichtliche Bedeutung | 09303967 |
|                                         | Judeich-Villa | Heinrich-Cotta-Straße 15 (Karte)              | um 1880                                                                         | Villa und Villengarten – bildprägendes stattliches Gebäude, benannt nach dem Forstwissenschaftlers Johann Friedrich Judeich (1828–1894), ortshistorisch bedeutend. | 08963623 |
| Weitere Bilder                          | Maurische Villa | Heinrich-Cotta-Straße 17 (Karte)              | 1865 (Atelier)                                                                  | Villa mit Einfriedung und Park (Gartendenkmal) – stadtbildprägend, von besonderer geschichtlicher Bedeutung. Von Ariel Graf von der Recke-Volmarstein errichtet, unter dem polnischen Adligen J. M. H. Leszczyc-Suminski (Jérôme Michael Leszczyc-Sumiński, ab 1866) nach Skizzen orientalischer Bauten (v. a. Löwenhof der Alhambra) von Friedrich Müller umgebaut, kastellartiger Bau, dreigeschossig, Vorhalle auf schlanken Doppelsäulen, der gesamte Bau mit reicher Bauplastik, terrassenartige Anlage des Gartens, der Zugang zum Schloss vom Berg aus über eine zum Turm führende Brücke. Die Villa mit Kirche und Burgruine ist Teil des kulissenartigen Ensembles oberhalb des Marktplatzes. | 08963515 |
|                                         | Wohnhaus | Heinrich-Cotta-Straße 18 (Karte)              | um 1900                                                                         | späthistoristischer Bau, baugeschichtliche Bedeutung | 09303968 |
|                                         | Villa mit Terrassenanlage und Hanggarten (Gartendenkmale)                                                                         | Heinrich-Cotta-Straße 19 (Karte)              | 1851                                                                            | Beispiel für den schlichten Klassizismus, u. a. baugeschichtliche Bedeutung. Zweigeschossiger Putzbau mit Anklängen an den Klassizismus, Flachbogenfenster, Portal mit Bedachung auf Konsolen, am Kranzgesims Groteskenornamentik, Dachüberstand, Terrasse mit Pfeilern der ehemaligen Pergola. | 08963520 |
|                                         | Forstgrenzstein | Heinrich-Cotta-Straße 19 (hinter) (Karte)     | 1740                                                                            | Grenzstein der zweiten Forstverrainung unter Heinrich Cotta, mit Königskrone (101,7), ortsgeschichtlich von Bedeutung. | 08963521 |
|                                         | ehem. Hans-Werner-Bau | Weißiger Höhe 1 (ehem. Hohe Straße 1) (Karte) | 1952–1955                                                                       | Schulgebäude – bau- und ortsgeschichtliche Bedeutung. Dreigeschossiger langgestreckter Putzbau in strengen Formen, Kopfbau mit Eingang, Balkon auf Pfeilern, im ersten Obergeschoss französisches Fenster mit Gittern, Satteldach. Ehemals Hochschulgebäude der TU Dresden (Hans-Werner-Bau) sowie Wohnheim (Studentenwohnheim Weißiger Höhe bis 2019). | 08963580 |
| Weitere Bilder                          | Evangelische Stadt- und Bergkirche „Zum Heiligen Kreuz“                                                                           | Kirchweg (Karte)                              | 1626–1630                                                                       | Bergkirche Tharandt und Gefallenendenkmal auf einem Bergsporn über dem Weißeritztal gelegene große Saalkirche mit vorgelagertem Westturm, unterhalb Denkmal für die Gefallenen in Deutsch-Südwestafrika (nach 1905), baugeschichtlich und ortsgeschichtlich von Bedeutung. | 08963516 |
| Weitere Bilder                          | Burgruine Tharandt, inkl. Stützmauern                                                                                             | Kirchweg (Karte)                              | Anfang 12. Jh.                                                                  | Burgruine Tharandt inklusive Stützmauern, Gedenkstein für Friedrich August Albert von Sachsen, Holzhaus und Kriegerdenkmal für die Gefallenen des Ersten Weltkrieges – ehemalige Grenzburg gegen Böhmen und zum Schutz des Jagdsitzes in Grillenburg, Gedenkstein zur Geburt von Friedrich August Albert von Sachsen (1797–1854), (des späteren sächsischen Königs Friedrich August II.). Anlage von historischer, wissenschaftlicher und landschaftsprägender Bedeutung. | 08963514 |
|                                         | Wohnhaus | Kirchweg 2 (Karte)                            | 1. Hälfte 19. Jh.                                                               | Fachwerkbau, städtebauliche und baugeschichtliche Bedeutung. In beiden Geschossen Fachwerk verputzt, Krüppelwalmdach, Dachhäuschen. | 08963563 |
|                                         | Wohnhaus | Kirchweg 4 (Karte)                            | 1. Hälfte 19. Jh.                                                               | Obergeschoss Fachwerk, städtebauliche und baugeschichtliche Bedeutung. Erdgeschoss massiv, Obergeschoss Fachwerk verputzt, Krüppelwalmdach mit drei Fledermausgaupen. | 08963565 |
|                                         | Gasthaus Burgkeller | Kirchweg 7 (Karte)                            | 2. Hälfte 19. Jh.                                                               | bildprägend und geschichtliche Relevanz. Zweigeschossiger Massivbau im Schweizerstil, Steingewände, im Erdgeschoss teils flachbogig mit Schlusssteinen, im Giebelbereich Zierfachwerk, drei Dacherker. | 08963518 |
|                                         | Schlossteich | Pienner Straße (Karte)                        | um 1900                                                                         | Parkanlage mit Teich und Gartenpavillon an der Pienner Straße – von ortsgeschichtlicher und landschaftgestaltetender Bedeutung. Ausgangspunkt der gestalteten Anlage ist der Schlossteich, der wohl im 12. oder 13. Jahrhundert angelegt wurde (erste bekannte Erwähnung 1378 in einem Zinsregister als „Teichmol under dem Slos“), dieser war im 18. Jahrhundert Teil einer Kette von Teichen, die durch Mühlgräben miteinander verbunden waren und Beginn der Promenaden, heute Parkanlage mit Promenierweg um den Schlossteich, wenige Altgehölze insbesondere Grau-Erlen (Alnus incana) und eine Trauer-Weide (Salix alba ‚Tristis‘), kleiner Holzpavillon östlich des Schlossteichs, die Burgruine mit dem Schlossteich im Vordergrund diente seit dem 18. Jahrhundert einer Vielzahl von Künstlern als Motiv, u. a. Adrian Zingg (1734–1816), Johann Friedrich Wizani (1770–1838) und Johann Gottfried Jentzsch (1759–1826). | 09303969 |
|                                         | Wohnhaus | Pienner Straße 2 (Karte)                      | um 1800                                                                         | Obergeschoss Fachwerk, bildprägend, baugeschichtliche und städtebauliche Bedeutung; Erdgeschoss massiv, Obergeschoss Fachwerk, im Giebel ausgemauert, vermutlich einriegeliges Fachwerk, Satteldach mit Dachhäuschen. | 08963552 |
|                                         | Wohnhaus | Pienner Straße 6 (Karte)                      | 18. Jh.                                                                         | Obergeschoss Fachwerk verputzt, baugeschichtliche und städtebauliche Bedeutung. Erdgeschoss massiv, flachbogiges Türgewände mit originalem Blatt, Obergeschoss Fachwerk verputzt, Mansardwalmdach mit Dachhäuschen. | 08963537 |
|                                         | Cotta-Bau der Forsthochschule | Pienner Straße 7 (Karte)                      | 1927–1929                                                                       | orts- und bauhistorisch relevant. Breitgelagerter dreigeschossiger Zweckbau, Erdgeschoss und kleiner Mittelrisalit auf hohen Pfeilern aus Sandstein, sonst verputzt, Walmdach. | 08963535 |
|                                         | Alte Forstakademie; Forsthochschule Tharandt – TU Dresden                                                                         | Pienner Straße 8 (Karte)                      | 1847–1849                                                                       | Hochschulgebäude – palastartiger Bau im Rundbogenstil, orts- und bauhistorisch relevant. Dreigeschossiger kubischer Bau mit Mittelrisalit und Freitreppe, aufwändig gearbeitetes Portal, im Innern Lichthof in der Art eines Renaissancepalasthofes. | 08963536 |
|                                         | Wohnhaus | Pienner Straße 10 (Karte)                     | um 1800                                                                         | Obergeschoss Fachwerk verputzt, ehemals Forstvermessungsanstalt (1811–1852), baugeschichtlich und ortsgeschichtlich von Bedeutung; zweigeschossig, Erdgeschoss massiv, gusseiserne Veranda, flacher Mittelrisalit mit Giebel, Obergeschoss Fachwerk verputzt, Krüppelwalmdach. | 08963540 |
|                                         | Kuppelhalle und klassizistischer Eingangsbau                                                                                      | Pienner Straße 13 (Karte)                     | Anfang 19. Jh.                                                                  | früher Teil der Badeanstalt, bau- und ortsgeschichtliche Bedeutung. Zweigeschossiger kubischer Mittelbau mit flachem Mittelrisalit, daran anschließende eingeschossige Flügel, gerade Fensterbedachungen im 1. Obergeschoss, schlichter Giebelabschluss, oktogonale Kuppelhalle auf Tambour. | 08963543 |
|                                         | Wohnhaus | Pienner Straße 16 (Karte)                     | 1. Hälfte 19. Jh.                                                               | die Obergeschosse Fachwerk, zum Teil verputzt, bildprägend sowie baugeschichtliche und ortsgeschichtliche Bedeutung. Erdgeschoss massiv, Steingewände, die Obergeschosse Fachwerk (Giebel aufgebrettert), die Seiten verputzt, Dachgeschoss etwas zurückversetzt, Walmdach. | 08963683 |
|                                         | Zwei Wohnhäuser | Pienner Straße 18; 18a (Karte)                | 18. Jh.                                                                         | kleine Fachwerkbauten, Teil der alten Ortsstruktur und baugeschichtliche Bedeutung. 1. Haus (Nummer 18a, Flst. 218/3): in beiden Geschossen Fachwerk, verputzt, hoher Baukörper, Krüppelwalmdach, 2. Haus (Nummer 18, Flst. 218/4): Erdgeschoss Giebel massiv, sonst Erdgeschoss und Obergeschoss Fachwerk, verputzt, seitlich Schleppdach, Krüppelwalmdach. | 08963541 |
|                                         | Mietshaus | Pienner Straße 21 (Karte)                     | 1925                                                                            | Beispiel für die traditionelle Architektur der 1920er Jahre, baugeschichtlich relevant. Zweigeschossiger Riegel mit zwei zu sechs Achsen, verputzt, Fenster mit Schlagläden, steiles Walmdach mit Dachhäuschen. | 08963551 |
|                                         | Wohnhaus | Pienner Straße 22 (Karte)                     | Ende 19. Jh.                                                                    | mit Zierfachwerk, baugeschichtliche Bedeutung. Zweigeschossiger Putzbau, Gesims, im Obergeschoss Fensterbedachungen, im Giebelbereich Zierfachwerk, Krüppelwalmdach, Dacherker, Kartusche mit Inschrift „Friede“. | 08963546 |
|                                         | Stöckhardt-Bau der Forsthochschule                                                                                                | Pienner Straße 23 (Karte)                     | 1886                                                                            | Forsthochschule (Institut für Pflanzenchemie und Holzforschung) – u. a. ortsgeschichtliche Bedeutung. Zweigeschossiger villenartiger Bau mit Mittelrisalit und niedrigeren Seitenflügeln, profilierte Sandsteingewände, Sockelgeschoss mit Eckquaderung, Walmdach. | 08963547 |
|                                         | Villa mit Nebengebäude | Pienner Straße 25 (Karte)                     | letztes Drittel 19. Jh.                                                         | Villa im Schweizerstil, baugeschichtliche Bedeutung. Villa: auf Hakengrundriss, Sandstein verputzt, profilierte Gewände, im Drempel Rundbogen-Zwillings- und - Drillingsfenster, Dachüberstand mit Zierbalken, Nebengebäude: eingeschossiger Bruchsteinbau mit Zwillingsfenster im Giebel, Satteldach. | 08963549 |
|                                         | Wohnhaus in offener Bebauung (ohne rückwärtigen Anbau)                                                                            | Pienner Straße 28 (Karte)                     | um 1860                                                                         | spätklassizistischer Bau, baugeschichtliche Bedeutung. Zweigeschossiger massiver Putzbau, Deutsches Band, zentraler Giebel mit Sphingen. | 09303970 |
|                                         | Villa Hubertus | Pienner Straße 31 (Karte)                     | letztes Drittel 19. Jh.                                                         | Villa mit Einfriedung – Teil der Villenreihe an der Pienner Straße, im Schweizerstil erbaut, baugeschichtlich und ortsentwicklungsgeschichtliche Bedeutung. Eingeschossiger Putzbau mit betontem Eckteil, dieser zweigeschossig mit Zierfachwerk, die großen Fenster mit Läden, verglaste Loggia, hölzernes Eingangshäuschen, Dachüberstand, Nebengebäude: Erdgeschoss massiv, Obergeschoss Fachwerk, verbrettert. - Garten: Grundstück durch Hochwasserschäden beeinträchtigt und verändert Vorgarten mit Solitärsträuchern, Rosen und Stauden erhalten - Einfriedung: Einfriedungszaun mit vier profilierten Zaunpfeilern und zwei profilierten Torpfeilern aus Sandstein, Sockel aus roter Klinkerrollschicht, neue Zaunfelder aus Holzlatten - Kleinarchitektur: an der NW-Ecke Laube aus Lattenwerk | 08963573 |
|                                         | Villa im Neorenaissancestil mit Einfriedung                                                                                       | Pienner Straße 33 (Karte)                     | bez. 1897 (Giebel)                                                              | Teil der Villenreihe an der Pienner Straße, bau- und ortsentwicklungsgeschichtliche Bedeutung. Zweigeschossiger Putzbau auf unregelmäßigem Grundriss, Sandsteinsockel, profilierte Fenstergewände, zweigeschossige verglaste Loggia, Ziergiebel mit kleinen Obelisken und Voluten, verkröpftes Kranzgesims. Einfriedung: zwei große und ein kleiner profilierte Torpfeiler aus Sandstein; Vegetation: Eibe, Rhododendron, Flieder, Farn; bauliche Elemente: Treppe zum Hauseingang mit Podest aus Sandsteinplatten und sieben profilierten Sandsteinstufen, Kellertreppe mit Stützmauer aus Sandstein und vier Sandsteinstufen. | 08963572 |
|                                         | Villa im Schweizerstil mit Einfriedung                                                                                            | Pienner Straße 35 (Karte)                     | letztes Drittel 19. Jh.                                                         | Teil der Villenreihe an der Pienner Straße, bau- und ortsentwicklungsgeschichtliche Bedeutung. Zweigeschossiger Putzbau auf unregelmäßigem Grundriss, Sandsteinsockel, überdachter Eingang, zweigeschossige verglaste Loggia, Zierfachwerk im Giebel mit kleinem verglasten Balkon; Einfriedung: zwei große und ein kleiner profilierte Torpfeiler sowie 3 kleine Zaunpfeiler aus Sandstein. | 08963571 |
|                                         | Villa | Pienner Straße 36 (Karte)                     | Ende 19. Jh.                                                                    | baugeschichtliche und architektonische Bedeutung. Auf unregelmäßigem Grundriss, zweigeschossig, mit Walmdach, Eckauslucht, Gussgewände, hölzerne Loggia, originale schmiedeeiserne Dachgitter. Denkmaltext: Villa von architektonisch-baugeschichtlicher Bedeutung, Zeugnis städtisch – bildungsbürgerlichen Einflusses, zweigeschossiger Bau auf unregelmäßigem Grundriss in elegantem Sicht-Ziegelmauerwerk, wohl vor 1900, mit Eckauslucht, Gussgewänden, hölzerner Loggia und schmiedeeisernem Gitter auf dem (nach italienischer Manier überstehenden) flachen Walmdach, fast modern mutet die Anordnung der Kubaturen des Gebäudes an, gelungen ist das Verhältnis des einzelnen Baukörpers zum Ganzen und innerhalb dieses Baukörpers das Wand-Öffnungs-Verhältnis, trotz der Heterogenität der Teile wirkt das Ganze wie aus einem Guss, hoher Dokumentationswert auch durch zahlreich erhaltene ursprüngliche Details, z. B. Fenstersprossung, Winterfenster etc. | 08963548 |
|                                         | Villa und Einfriedung | Pienner Straße 37 (Karte)                     | 2. Hälfte 19. Jh.                                                               | Teil der Villenreihe an der Pienner Straße, bau- und ortsentwicklungsgeschichtliche Bedeutung. Zweigeschossiger Bau aus gelbem Klinker, kleine Treppe, Obergeschoss verputzt, hohes Mansardwalmdach mit Ausbauten; Einfriedung: zwei gemauerte und verputzte Torpfeiler mit Sandsteinabdeckplatte und Klinkersockel, Eisenstabzaun mit Spitzen und Kugeln im Wechsel; Vegetation: zwei Koniferen bauliche Elemente: Terrasse am Haus mit Treppe aus sechs profilierten Sandsteinstufen, zu beiden Seiten der Terrasse Beeteinfassung aus Bruchsteinen. | 08963570 |
|                                         | Ehemaliges Forsthaus | Pienner Straße 40 (Karte)                     | letztes Drittel 19. Jh.                                                         | mit Hirschgeweih, bau- und ortsgeschichtliche Relevanz, regelmäßiger zweigeschossiger Putzbau mit Mittelrisalit, Putzgliederung, Dachüberstand, Anklänge an Schweizerstil. | 08963550 |
|                                         | Opferstein | Pienner Straße 42a (gegenüber) (Karte)        | um 1800                                                                         | sollte die Kurgäste zu kleinen Spenden animieren, ortsgeschichtlich von Bedeutung. Sandstein, Inschrift: „Fühlende Wandrer vom Reiz/ elysischer Auen begeistert/ huldigt der schönen Natur/ opfert auf ihrem Altar“. | 08963670 |
|                                         | Villa | Pienner Straße 45 (Karte)                     | um 1910                                                                         | baugeschichtliche und wom. ortshistorische Bedeutung. Auf vielgliedrigem Grundriss, eingeschossiger Putzbau mit Stuckornamenten, reiche Dachlandschaft, Mansardgiebeldach mit Dacherker, Türmchen zur Gartenseite. | 08963568 |
|                                         | Villa | Pienner Straße 50 (Karte)                     | um 1920                                                                         | Teil der Villenreihe an der Pienner Straße, bau- und ortsentwicklungsgeschichtliche Relevanz. Eingeschossiger Putzbau mit ausgebautem Dach, Mansarddach mit Schopf und polygonal vorspringendem Altan, Veranda, Schlagläden. | 08963576 |
|                                         | Villa | Pienner Straße 52 (Karte)                     | 1914                                                                            | Teil der Villenreihe an der Pienner Straße, bau- und ortsentwicklungsgeschichtliche Bedeutung. Eingeschossiger Putzbau auf bossiertem Steinsockel, ausgebautes Dachgeschoss mit aufwendiger Dachlandschaft, hölzerner Eingangsvorbau, breites Flachbogenfenster, Okuli. | 08963575 |
| Direkt Bild zu diesem Denkmal hochladen | Mundloch des ehemaligen Segen-Gottes-Stolln                                                                                       | Pienner Straße 55 (gegenüber) (Karte)         | 1858                                                                            | original erhaltenes Sachzeugnis des früheren Silberbergbaus im Gebiet. Mundloch gefasst, unmittelbar über dem Fluss gelegen, frühere Jugendherberge auf der gegenüberliegenden Talseite war vermutlich zugehöriges Huthaus (keine Denkmalrelevanz, stark überformt). Der hauptsächlich auf Silbererz angelegte Schurf war von 1858 bis 1884 in Betrieb. | 08963737 |
|                                         | Villa Tannengrün | Pienner Straße 56a (Karte)                    | bez. 1906 (Giebel)                                                              | Teil der Villenreihe an der Pienner Straße, bau- und ortsentwicklungsgeschichtliche Bedeutung. Großer zweigeschossiger Putzbau mit Krüppelwalmdach, zwei Dachreiter, flacher Eckrisalit mit Zierfachwerk im Dachbereich, rustizierte Steingewände, Biberschwanzdeckung, Spruch im Giebel: „Es grünt die Tanne, es wachset das Erz, gib uns immer ein fröhliches Herz“. | 08963574 |
|                                         | Wohnhaus | Pienner Straße 60 (Karte)                     | Ende 19. Jh.                                                                    | baugeschichtliche Bedeutung, im Erdgeschoss Sandstein mit Backstein-Fenstergewänden, das Obergeschoss Backstein, gegiebelter flacher Mittelrisalit, Dachüberstand mit Zierwerk, Drempel. | 08963569 |
| Weitere Bilder                          | Wasserkraftwerk mit Triebwasserstollen und vorhandener Technik                                                                    | Pienner Straße 62 (Karte)                     | 1924–1926                                                                       | Wasserkraftwerk Tharandt – bau- und technikgeschichtliche Bedeutung. Lang gezogener Putzbau auf hohem Steinsockel in traditioneller Formensprache der 1920er Jahre, Sprossenfenster mit Schlagläden, Walmdach mit Fledermausgaupen, zwei Maschinensätze mit je einer Francis-Spiralturbine des Fa. Voith aus Heidenheim mit direkt gekuppeltem Generator der Fa. Sachsenwerk, Niedersedlitz. | 08963567 |
|                                         | Glückliche-Gesellschaft-Erbstolln                                                                                                 | Pienner Straße 62 (neben) (Karte)             | 1787                                                                            | Mundloch des ehemaligen Glückliche-Gesellschaft-Erbstolln – historisches Zeugnis des Silberbergbaus. Obwohl der Mundlochbereich, der keine in Stein gesetzte Einfassung aufweist, lediglich in den anstehenden Fels getrieben wurde und man in neuerer Zeit die Öffnung durch Vermauerung geschlossen hat, sollte dieser am Wanderweg zum Breiten Grund gelegene Sachzeuge des regionalen Erzbergbaus in dieser Form erhalten bleiben. Der Stolln wurde von 1787 bis 1838 auf den Eugenius Spathgang getrieben und besitzt eine Länge von 154 m. Er blieb ohne Ausbeute. | 08963736 |
| Weitere Bilder                          | Meilenstein | Roßmäßlerstraße (Karte)                       | 2. Hälfte 19. Jh. (Meilenstein)                                                 | mit Entfernungsangaben, verkehrsgeschichtlich von Bedeutung. Ganzmeilenstein von 1859/1860 vom Postkurs Nummer 70 Wilsdruff–Tharandt, umgearbeitet um 1900 zum Kilometer/-Chausseestein, Sandstein, Oberfläche verwittert. | 09303971 |
|                                         | Wohnhaus | Roßmäßlerstraße 3 (Karte)                     | um 1800                                                                         | Obergeschoss Fachwerk verputzt, Strukturbestandteil der zentralen Bebauung, baugeschichtlich und städtebaulich von Bedeutung. Langgestreckter Bau, Erdgeschoss massiv, Steingewände, Flachbogenportal, Obergeschoss Fachwerk verputzt, Satteldach mit Dachhäuschen. | 08963586 |
| Weitere Bilder                          | Wohnhaus in offener Bebauung | Roßmäßlerstraße 5 (Karte)                     | 18./19. Jh.                                                                     | durch Risalit baulich gehoben, städtebauliche und baugeschichtliche Bedeutung. Großer zweigeschossiger Putzbau, giebelständig zur Roßmäßlerstraße, flacher Mittelrisalit mit profilierten Gewänden und aufwändiger Putzgliederung, profilierter Dreieckgiebel, Dachhäuschen, Krüppelwalmdach. | 08963587 |
| Weitere Bilder                          | Ehemaliges Postamt | Roßmäßlerstraße 7 (Karte)                     | um 1900                                                                         | bau- und ortsgeschichtliche sowie städtebauliche Bedeutung. Stattlicher dreigeschossiger Kubus mit Eckturm, Backstein mit Gussgewänden, kleine Treppe mit schmiedeeisernem Geländer, originale Schrift, Dachüberstand, Schleppgaupe. | 08963588 |
|                                         | Wohn- und Geschäftshaus und Schlussstein des Nebengebäudes (Brezel)                                                               | Roßmäßlerstraße 8 (Karte)                     | 2. Hälfte 19. Jh.                                                               | baugeschichtliche und städtebauliche Bedeutung. Im Erdgeschoss Putznutung, flache Seitenrisalite mit Eckquaderung, im ersten Obergeschoss Fensterbedachungen, im zweiten Obergeschoss Fensterrahmung mit Ohrungen, Drempel, Kranzgesims. | 08963636 |
|                                         | Wohnhaus | Roßmäßlerstraße 9 (Karte)                     | 18. Jh., überformt                                                              | stattlicher Bau, ehemals Fachwerk, baugeschichtliche und ortsentwicklungsgeschichtliche Bedeutung. Giebelständiges, zweigeschossiges Massivhaus mit Dachausbau, hohes Mansarddach mit Schopf, Dachhäuschen. | 08963589 |
| Weitere Bilder                          | Wohnhaus und Nebengebäude | Roßmäßlerstraße 10 (Karte)                    | um 1850                                                                         | Wohnhaus Obergeschoss Fachwerk, eingeschossiges historistisches Nebengebäude, u. a. baugeschichtliche Bedeutung. Erdgeschoss massiv, Steingewände, Obergeschoss Fachwerk, verputzt, Dachhecht, Nebengebäude: Geschäft mit schöner Putzgliederung, alter Schrift, am Dach Balustrade und mittiger, halbrunder Abschluss mit Jahreszahl. | 08963637 |
|                                         | Wohnhaus | Roßmäßlerstraße 11 (Karte)                    | 18. Jh.                                                                         | Obergeschoss Fachwerk verputzt, baugeschichtliche und städtebauliche Bedeutung. Traufständig, Erdgeschoss massiv, Korbbogenportal mit Schlussstein, Obergeschoss Fachwerk verputzt, großes, später angefügtes Zwerchhaus. | 08963590 |
|                                         | Wohn- und Geschäftshaus | Roßmäßlerstraße 12 (Karte)                    | 2. Hälfte 19. Jh.                                                               | baugeschichtliche und städtebauliche Bedeutung. Putzbau mit profilierten Steingewänden, im ersten Obergeschoss Dreieckgiebel, Kranzgesims mit Mäander, dazwischen kleine Büstenreliefs. | 08963638 |
|                                         | Wohnhaus | Roßmäßlerstraße 13 (Karte)                    | um 1850                                                                         | Obergeschoss Fachwerk verputzt, baugeschichtliche und städtebauliche Bedeutung. Traufständig, Erdgeschoss massiv, profilierte Steingewände, Obergeschoss Fachwerk verputzt, die Fenster zu Zweiergruppen zusammengefasst, großer Dachhecht. | 08963592 |
|                                         | Nebengebäude | Roßmäßlerstraße 18a (Karte)                   | 18. Jh.                                                                         | ortshistorische Bedeutung. Nebengebäude (Nummer 18a, Flst. 45/2): eingeschossiger Massivbau mit Steingewänden, Mansarddach mit Schopf, Dachhäuschen, zum Hof vorkragendes Obergeschoss, hölzerner Treppenaufgang. | 08963639 |
|                                         | Wohnhaus in halboffener Bebauung                                                                                                  | Roßmäßlerstraße 22 (Karte)                    | um 1900                                                                         | baugeschichtliche Relevanz als Zeugnis des Historismus. Dreigeschossiger gelber Klinkerbau mit Gusssteingliederung in den Dreiecksgiebeln, Wappen mit Eichenlaub, Dachhäuschen mit Bekrönung. | 08963640 |
|                                         | Wohnhaus | Roßmäßlerstraße 23 (Karte)                    | um 1860                                                                         | villenartiges Gebäude im Rundbogenstil, baugeschichtliche Bedeutung. Zweigeschossig, Putznutung im Erdgeschoss, im Obergeschoss unter den Fenstern florale Reliefs, Drempel mit Okuli, Zahnschnitt-Kranzgesims, Walmdach. | 08963656 |
|                                         | Wohn- und Geschäftshaus mit Jugendstildekor in geschlossener Bebauung                                                             | Roßmäßlerstraße 24 (Karte)                    |                                                                                 | Wohn- und Geschäftshaus mit Jugendstildekor in geschlossener Bebauung, baugeschichtliche Bedeutung. | 08963641 |
|                                         | Wohn- und Geschäftshaus in halboffener Bebauung                                                                                   | Roßmäßlerstraße 26; 28 (Karte)                | um 1920                                                                         | baugeschichtlich relevant. Putzbau mit drei Erkern, dort Putzspiegel, relativ aufwendiger Dachausbau, am Eck mit Türmchen. | 08963642 |
|                                         | Wohnhaus, mit Gewölbe im Hang zur Bierlagerung sowie ehemalige Gerberei                                                           | Roßmäßlerstraße 27 (Karte)                    | Mitte 19. Jh.                                                                   | Wohnhaus im Rundbogenstil, bau- und ortshistorische Relevanz. Wohn- und Geschäftshaus: zweigeschossiger Putzbau, im Erdgeschoss genutete Fenstergewände, im Giebel Drillingsfenster und Okulus, Kranzgesims, früher hier Schankrecht, deshalb Gewölbe für Bierlagerung, Gerberei: Erdgeschoss massiv, weit heruntergezogenes Satteldach, Lüftungsdachhecht, im Giebel kleine halbrunde Fenster. | 08963647 |
|                                         | Wohnhaus in offener Bebauung | Roßmäßlerstraße 29 (Karte)                    | Mitte 19. Jh.                                                                   | baugeschichtlich relevant. Im Erdgeschoss Ladeneinbau, Obergeschoss mit Winterfenstern, Giebel verkleidet, großer Dacherker, Krüppelwalmdach. | 08963648 |
|                                         | Wohnhaus | Roßmäßlerstraße 33 (Karte)                    | um 1800, Kern 18. Jh.                                                           | Obergeschoss Fachwerk verputzt, baugeschichtlich von Bedeutung. Traufständig, im Erdgeschoss vergrößerte Fenster, Obergeschoss Fachwerk, verputzt, 8 zu 3 Achsen, Krüppelwalmdach. | 08963650 |
|                                         | Wohnhaus | Roßmäßlerstraße 34 (Karte)                    | um 1800                                                                         | Obergeschoss Fachwerk verputzt, bauliches Relikt in veränderter Umgebung, baugeschichtlich von Bedeutung. Erdgeschoss massiv, Natursteingewände, Obergeschoss Fachwerk, verputzt, Krüppelwalmdach. | 08963643 |
|                                         | Mundloch des ehemaligen Tharandter Communstollens, einschl. der noch vorhandenen Anlagen                                          | Roßmäßlerstraße 34 (bei) (Karte)              | 1705                                                                            | original erhaltenes Sachzeugnis des früheren Silberbergbaus im Gebiet. Mundloch im Schuppen des Grundstücks gelegen, vorderer Stollenbereich mit Sandsteinquadern überwölbt, der hauptsächlich auf Silbererz betriebene Stollen war von 1705 bis 1803 in Förderung (mehrere Betriebsperioden). | 08963655 |
|                                         | Wohnhaus | Roßmäßlerstraße 35; 37 (Karte)                | 17./18. Jh.                                                                     | Obergeschoss Fachwerk verputzt, baugeschichtliche Bedeutung. Auf Hakengrundriss, Flachbogenportal, Erdgeschoss massiv, Sandsteingewände, Obergeschoss Fachwerk, verputzt, profiliertes Kranzgesims, Mansarddach mit Walm wohl bei Aufstockung (Drehung) entstanden. | 08963669 |
|                                         | Wohnhaus | Roßmäßlerstraße 38 (Karte)                    | M. 19. Jh., Kern wahrsch. älter                                                 | Obergeschoss Fachwerk, baugeschichtlich von Bedeutung. Erdgeschoss Bruchstein, Steingewände, Obergeschoss preußisches Fachwerk, Walm- bzw. Satteldach, drei Fledermausgaupen. | 08963644 |
|                                         | Altes Pfarrhaus | Roßmäßlerstraße 40 (Karte)                    | um 1880                                                                         | stattliches Gebäude im Stil des Spätklassizismus und früher Schweizerstil, baugeschichtliche Bedeutung. Zweigeschossiger Bau mit kräftiger Gliederung, im Erdgeschoss Putznutung, zwei leicht vorgezogene gegiebelte Bauteile, zweigeschossige Veranda, verglast, Dachüberstand. | 08963645 |
|                                         | Wohnhaus | Roßmäßlerstraße 44 (Karte)                    | Mitte 19. Jh.                                                                   | spätklassizistisch, baugeschichtlich relevant. Stattlicher zweigeschossiger Putzbau, profilierte Fenstergewände, die Mitte mit einem Rundbogen betont, gerade Fensterbedachungen, Eckquaderung, Walmdach. | 08963651 |
|                                         | Wohnhaus in offener Bebauung, mit Nebengebäude                                                                                    | Roßmäßlerstraße 46 (Karte)                    | 19. Jh.                                                                         | baugeschichtliche Relevanz. Erdgeschoss Bruchstein mit Porphyrgewänden, Eckquaderung, Obergeschoss verputzt mit Putzgliederung, im Giebel Palladio-Motiv, großer gegiebelter Dachausbau, Krüppelwalmdach. | 08963652 |
| Direkt Bild zu diesem Denkmal hochladen | Denkmal | Schillerstraße (Karte)                        | 1838                                                                            | Erinnerungsstein an Samuel Joh. von Danneberg, geschichtlich von Bedeutung. Sandstein, in Anlehnung an das Moreau-Denkmal in Räcknitz. | 08963561 |
| Weitere Bilder                          | Wohnhaus | Schillerstraße 1 (Karte)                      | Ende 19. Jh.                                                                    | stattlicher Bau des Historismus, baugeschichtliche und städtebauliche Bedeutung. Großer dreigeschossiger Bau, im Erdgeschoss Rundbogenfenster, säulengerahmtes Sandsteinportal mit Freitreppe und aufwendig gestalteter Tür, darüber Erker mit Pilastern, im Erdgeschoss Wechsel von Segment- und Dreieckfensterbekrönungen, Ziereisenanker, Kranzgesims, zentraler Giebelaufsatz mit Voluten. | 08963513 |
|                                         | Wohnhaus und Nebengebäude sowie straßenseitiger Pavillon des ehemaligen Sanatoriums                                               | Schillerstraße 3 (Karte)                      | 18. Jh.                                                                         | baugeschichtliche und ortsgeschichtliche sowie städtebauliche Bedeutung. Wohnhaus: zweigeschossiger Massivbau mit Sandsteingewänden, Krüppelwalmdach, Dachhecht mit Fachwerk, Nebengebäude: dreigeschossiger Bau mit Zierfachwerk im zweiten Obergeschoss, Erker, hohe Fenster, am Dacherker bemalte Gefache, Inschrift: „Nach fleißigem Thun zu friedlichem Ruhn.“ | 08963512 |
| Weitere Bilder                          | Sachgesamtheit Villa „Sanitas“ mit den Einzeldenkmalen: Villa „Sanitas“, Erweiterungsgebäude, Turnhalle und Garten                | Schillerstraße 5 (Karte)                      | um 1900                                                                         | Sachgesamtheit Villa „Sanitas“ mit den Einzeldenkmalen: Villa „Sanitas“ (seit 1928 Rathaus), Erweiterungsgebäude, Turnhalle und den Gartendenkmalen: Sanatoriumsgarten mit Blockhütte und Grotte – gartenkünstlerisch und ortshistorisch von Bedeutung. | 09301308 |
| Weitere Bilder                          | Villa „Sanitas“, Erweiterungsgebäude und Turnhalle (Einzeldenkmal zu ID-Nr. 09301308)                                             | Schillerstraße 5 (Karte)                      | 1896–1898 (Sanatoriumsgebäude)                                                  | Einzeldenkmale der Sachgesamtheit Villa „Sanitas“ (Rathaus Tharandt): Villa „Sanitas“ (seit 1928 Rathaus), Erweiterungsgebäude und Turnhalle, stattlicher historistischer Backsteinbau – stattlicher historistischer Backsteinbau, gartenkünstlerisch und ortshistorisch von Bedeutung. Dreigeschossig mit vorgezogenen Seiten, Erker im ersten Obergeschoss Mitte, breites Gesims mit dunklem Backstein, Dachgestaltung im Schweizerstil, im Innern Gewölbe auf Säulen. | 08963511 |
|                                         | Wohnhaus | Schillerstraße 7 (Karte)                      | A. 19. Jh.                                                                      | Obergeschoss Fachwerk verputzt, baugeschichtliche und städtebauliche Bedeutung. Traufständiger, zweigeschossiger Bau, Erdgeschoss massiv, Obergeschoss Fachwerk verputzt, hohes Krüppelwalmdach mit Schleppgaupe. | 08963558 |
|                                         | Wohnhaus | Schillerstraße 13 (Karte)                     | 19. Jh.                                                                         | Obergeschoss Fachwerk, teils verputzt, baugeschichtliche und städtebauliche Bedeutung. Erdgeschoss massiv, teils Fachwerk, Sandsteinquader, alte Tür, Obergeschoss Fachwerk, teils verputzt, Satteldach mit Fledermausgaupe. | 08963559 |
|                                         | Wohnhaus | Schillerstraße 17 (Karte)                     | 19. Jh.                                                                         | Obergeschoss Fachwerk verputzt, baugeschichtliche und städtebauliche Bedeutung. Erdgeschoss teils massiv, verputzt, teils Fachwerk, Obergeschoss Fachwerk, verputzt, Satteldach mit Dreieckgaupen. | 08963560 |
|                                         | Wohnhaus in halboffener Bebauung                                                                                                  | Schillerstraße 19 (Karte)                     | um 1850                                                                         | baugeschichtlich relevant, zweigeschossiger Massivbau mit Steingewänden, stuckierte Traufe mit Palmettenfries, Giebel mit aufgeputzten Fensterläden, zwei Dachhäuschen, Schrift. | 08963562 |
|                                         | Wohnhaus | Schulberg 1 (Karte)                           | um 1800                                                                         | Obergeschoss Fachwerk verputzt, baugeschichtliche und städtebauliche Bedeutung. Erdgeschoss massiv, Obergeschoss Fachwerk, verputzt, Krüppelwalmdach. | 08963730 |
| Weitere Bilder                          | Tharandter Schule | Schulberg 2 (Karte)                           | 1905                                                                            | Schule, Bastion und Turnhalle – bau- und ortsgeschichtliche Bedeutung. Bildprägend durch Größe und erhöhte Lage großer, langgezogener Schulbau mit vorgezogenen Seiten, dort geschweifte Giebel, die unteren beiden Geschosse verputzt, mächtiges Schieferdach, Glockenturm mit Uhr, Bastion: Bruchsteinmauerwerk auf ovalem Grundriss gestaltende Stützmauer. | 08963591 |
| Weitere Bilder                          | Wohnhaus mit Nebengebäude und Cotta-Gedenktafel an Giebelseite                                                                    | Talmühlenstraße 2 (Karte)                     | Mitte 19. Jh.                                                                   | lang gestrecktes Fachwerk-Wohnhaus, Nebengebäude Obergeschoss Fachwerk, baugeschichtlicher und ortsgeschichtlicher Bezug. Langgestreckter, zweigeschossiger Bau, Erdgeschoss massiv, Steingewände, Obergeschoss teils Fachwerk (aufgebrettert), teils massiv, Krüppelwalmdach mit Fledermausgaupen und Dachhäuschen, Nebengebäude: kleiner langgestreckter Bau, Erdgeschoss massiv, Obergeschoss Fachwerk. | 08963658 |
|                                         | Wohnhaus | Talmühlenstraße 5 (Karte)                     | Mitte 19. Jh.                                                                   | Obergeschoss Fachwerk, regionaltypische Holzbauweise, baugeschichtlich von Bedeutung. Erdgeschoss massiv, Obergeschoss Fachwerk, böhmisch verbrettert, Giebel verputzt, Frackdach, originale Fenstergrößen. | 08963676 |
|                                         | Wohnhaus | Talmühlenstraße 7 (Karte)                     | um 1800                                                                         | Obergeschoss Fachwerk verputzt, regionaltypische Holzbauweise, baugeschichtlich von Bedeutung. Erdgeschoss massiv, Sandsteingewände, Winterfenster, Obergeschoss Fachwerk, verputzt, Krüppelwalmdach. | 08963677 |
|                                         | Wohnhaus | Talmühlenstraße 12 (Karte)                    | Ende 19. Jh.                                                                    | im Schweizerstil, u. a. baugeschichtlich relevant. Eingeschossiger Putzbau mit Dachausbau, hoher Sockel, flacher Mittelrisalit, kräftige, schön profilierte Fenstergewände, Zierschnitzereien im Giebel, Kreuzdach. | 08963678 |
|                                         | Villa Reinhold | Talmühlenstraße 16 (Karte)                    | Ende 19. Jh.                                                                    | u. a. baugeschichtliche Relevanz. Zweigeschossiger Kubus, verputzt, aufwendige Fensterbedachungen, an zwei Seiten Risalit, zweigeschossige Holzveranda, Kranzgesims, Walmdach. | 08963679 |
|                                         | Ehem. Marmor- und Kalkwerk Tharandt                                                                                               | Talmühlenstraße 32; 36 (Karte)                | 1. Hälfte 19. Jh.                                                               | Unterbau eines Kalkofens und Tagesstrecke zum ehem. Maschinenschacht/Paulschacht – in Sachsen einmaliges Zeugnis eines zum Gasgenerator-Schachtofen umgebauten Kalkschachtofens, von großer technikgeschichtlicher und industriegeschichtlicher Bedeutung, Tagesstrecke als Zeugnis des untertägigen Kalkabbaus von bergbaugeschichtlicher Bedeutung. | 09304903 |
| Weitere Bilder                          | Sachgesamtheit Friedhof Tharandt mit Einfriedung mit den Einzeldenkmalen: Parentationshalle, Grabmale und OdF-Denkmal             | Wilsdruffer Straße (Karte)                    | bez. 1873 (Tor)                                                                 | Sachgesamtheit Friedhof Tharandt mit Einfriedung (Gartendenkmal) und den Einzeldenkmalen: Parentationshalle, drei Grabmale sowie OdF-Denkmal (Einzeldenkmalliste ID-Nr. 09301301) – ortsgeschichtliche Bedeutung. Friedhof: mit Sandsteinmauer und Tor, Parentationshalle: eingeschossiger Putzbau auf symmetrischem Grundriss überdachter Eingang auf Pfeilern, über der Tür Inschrift „Friede sei mit Euch“, Architekt der Parentationshalle: Rudolf Kolbe (1873–1947). | 08963668 |
| Weitere Bilder                          | Friedhof Tharandt mit Parentationshalle und mehrere Grabstellen (Einzeldenkmale zu ID-Nr. 08963668)                               | Wilsdruffer Straße (Karte)                    | bez. 1908 (Parentationshalle)                                                   | Einzeldenkmale der Sachgesamtheit Friedhof Tharandt: Parentationshalle und Grabstellen Dannenberg, Braune und Eger sowie OdF-Denkmal – ortsgeschichtlich von Bedeutung. Parentationshalle: eingeschossiger Putzbau auf symmetrischem Grundriss, überdachter Eingang auf Pfeilern, über der Tür Inschrift „Friede sei mit Euch“, Architekt der Parentationshalle: Rudolf Kolbe (geb. 1873), bezeichnet „Arch. R. Kolbe 1908“. Grabstellen: 1. Dannenberg 1784–1838 – 2. ODF nach 1945 – 3. Emil Braune 1858–1904 – 4. Eger. | 09301301 |
|                                         | Amtsgericht | Wilsdruffer Straße 1; 1a (Karte)              | bez. 1914–1917 (Schlussstein), Anbau um 1920                                    | von ortshistorischer und baugeschichtlicher Bedeutung. Vielgliedriger Bau auf Porphyrsockel, sonst verputzt, Türgewände bossierter Sandstein mit Reliefs, leicht vorgezogener Bauteil mit Schweifgiebel und fünf hohen Rundbogenfenstern zwischen 3/4-Säulen, zweigeschossiger Anbau mit vorgezogenem Kopfbau, Dachhecht, Walm- bzw. Satteldach, – bis 1945 Amtsgericht. | 08963659 |
|                                         | Ehemaliger Amtshof (später Gasthof)                                                                                               | Wilsdruffer Straße 2 (Karte)                  | bez. 1826                                                                       | bau- und ortshistorisch relevant. Traufständiger, zweigeschossiger Bau, Erdgeschoss massiv, Steingewände, Giebel massiv, Zwillingsfenster, Obergeschoss Fachwerk, Dachhecht, Krüppelwalmdach. | 08963657 |
|                                         | Villa mit Nebengebäude | Wilsdruffer Straße 5 (Karte)                  | Ende 19. Jh.                                                                    | Teil der Villenbebauung an der Wilsdruffer Straße, u. a. baugeschichtliche Bedeutung. Zweigeschossiger Putzbau, im Erdgeschoss Putznutung, Gurtgesimse, leicht vorgezogener Mittelrisalit, in den Dachausbauten Zwillingsfenster, Dachüberstand, im Drempel Okuli, Nebengebäude: gleicher Stil, eingeschossig mit Drempel, Dachüberstand, Putznutung im Erdgeschoss, Okuli. | 08963662 |
|                                         | Villa mit Einfriedung | Wilsdruffer Straße 8 (Karte)                  | 2. Hälfte 19. Jh.                                                               | stattlicher Bau im Schweizerstil, Teil der Villenbebauung an der Wilsdruffer Straße, baugeschichtliche Bedeutung. Zweigeschossiger Putzbau mit flachem Mittelrisalit, Balkon, Gesims, Fensterbedachungen, vorkragendes Dach mit Zierhölzern, Dachhäuschen, Einfriedung: bossierte Sandsteinpfeiler mit schmiedeeisernem Gitter, Mauer. | 08963660 |
|                                         | Villa im Heimatstil | Wilsdruffer Straße 12 (Karte)                 | um 1910                                                                         | Teil der Villenbebauung an der Wilsdruffer Straße, baugeschichtliche. Bedeutung. Massiver zweigeschossiger Putzbau auf bossiertem Sandsteinsockel, im Erdgeschoss Schlagläden, vorgezogener Mittelteil mit Balkon auf Pfeilern, Putzspiegel, auf drei Seiten ausgebautes Dach, ebenfalls mit Putzgliederung. | 08963661 |
|                                         | Villenbau Milkau-Villa, Nobbe-Bau                                                                                                 | Wilsdruffer Straße 18 (Karte)                 | um 1860                                                                         | beachtliche baugeschichtliche Relevanz. Zweigeschossiger Putzbau mit Mittelrisalit, dort Rundbogenfenster, im Obergeschoss mit Pilastergliederung, Zahnschnitt-Kranzgesims, sonst profilierte Fensterbedachungen, Pilastergliederung an einer Seite. Fassadeninschrift Technische Hochschule Dresden | 08963664 |
|                                         | Gasthaus „Schützenhaus“ | Wilsdruffer Straße 20 (Karte)                 | letztes Drittel 19. Jh.                                                         | Gasthaus (ohne Anbau) – bau- und ortsgeschichtlich relevant. Zweigeschossiger Putzbau, im Erdgeschoss Putznutung, Eckquaderung, Mittelrisalit mit aufwendiger Gestaltung, Eingangsvorbau, zum Teil aufgemalte Gliederung, Dachüberstand. | 08963665 |
|                                         | Villa mit Einfriedung | Wilsdruffer Straße 24 (Karte)                 | Ende 19. Jh.                                                                    | Teil der Villenbebauung an der Wilsdruffer Straße, baugeschichtliche Relevanz. Auf Bruchsteinsockel, zweigeschossig, Putzgliederung, Mittelrisalit mit Eckquaderung und geraden Bedachungen, Dachüberstand mit Zierhölzern; Einfriedung: Sandsteinpfeiler mit schmiedeeisernem Zaun. Denkmaltext: Das villenartige Mehrfamilienwohnhaus mit Einfriedung, entstanden um 1900 oder kurz davor, ist ein Kulturdenkmal aus baugeschichtlichen, aber auch ortsentwicklungsgeschichtlichen Gründen. Der zweigeschossige massive Putzbau mit erhaltener Putzgliederung (z. B. Gesimse und Eckrustizierung des Mittelrisalits) hat ein flaches, überstehendes Satteldach mit Ziergespärre – das sind Merkmale des zweitgenössischen sog. Schweizerstils, der zu der Zeit Kennzeichen vieler Gebäude, vor allem von Villen und Bahnhöfen, des Erzgebirges und vor allem der Sächsischen Schweiz war. Auch der ebenfalls in diesen Formen übergiebelte Mittelrisalit des Hauses zeigt den Anspruch des Erbauers, sich mit seinem Objekt aus der Masse der Häuser herauszuheben. Die Denkmalwürdigkeit ergibt sich auch aus dem verhältnismäßig hohen Dokumentationswert (Originalitätsgrad). Erhalten sind, neben dem bereits erwähnten Dekor, z. B. auch Kastenfenster. | 08963667 |
| Weitere Bilder                          | Klippermühle und zwei Nebengebäude sowie Mühlstein                                                                                | Wilsdruffer Straße 25 (Karte)                 | bez. 1628, über Tür                                                             | Unter anderem ortsgeschichtliche Bedeutung. Gasthaus: zweigeschossiger Putzbau mit Steingewänden, Putzgliederung, Drempel, Satteldach mit Dachhäuschen, im Giebel flachbogiges Zwillingsfenster, Stallscheune: Erdgeschoss massiv, Obergeschoss verbrettert, Nebengebäude: ehemaliges Mühlengebäude, später aufgestockt, im Erdgeschoss über dem Eingang Feston, darüber von einem Engel gehaltene Inschrift: „Mit Gott hat diese Mühle ausgebaut Hr. Büthner, die sein Vater angefangen, so beiderseits zum Hauses Himmels gangen, dir Gott sey diß Gebäude anvertraut. Laß die Besitzer fort die Engelschaar bedecken! Nicht Feuer, Krieg und Pest, nicht Waßers Not erschrecken“ – Chr. Ernst Fröde/erneuert 1883, Inschrift im seitlich eingelassenen Mühlstein: „Wurde durch Feuer zerstört * am 2. Febr. 1909 / Hermann Linke * dasselbe Jahr wieder aufgebaut“. | 08963579 |

## Fördergersdorf
| Bild                                    | Bezeichnung                                              | Lage                              | Datierung                          | Beschreibung | ID       |
| --------------------------------------- | -------------------------------------------------------- | --------------------------------- | ---------------------------------- | --- | -------- |
|                                         | Wegestein                                                | Holzstraße (Karte)                | bez. 1847                          | verkehrsgeschichtlich von Bedeutung, Sandstein, ca. 150 cm hoch. | 09278349 |
|                                         | Trägerwechselstein                                       | Kirchweg (Karte)                  | 1780                               | Trägerwechselstein oder Ruhestein, auch Ruhbank genannt, verkehrsgeschichtliche Bedeutung, ca. 60 cm hoch, Sandstein. | 09278409 |
| Weitere Bilder                          | Dorfkirche Fördergersdorf mit Kirchhof und Friedhof      | Pfarrgasse (Karte)                | ab 12. Jh.                         | Kirche Fördergersdorf, Kirchhof (ausgeweitet zum Friedhof), Einfriedung, Grufthaus, Kriegerdenkmal für die Gefallenen des Ersten Weltkrieges sowie Grabmale Oertel und Kirsten – neogotisches Grufthaus, baugeschichtliche und ortsgeschichtliche Bedeutung. | 09278356 |
|                                         | Wettinerstein                                            | Pfarrgasse (Karte)                | bez. 1737 (Wettinerstein)          | Gedenkstein – regionalgeschichtlich von Bedeutung | 09303960 |
| Weitere Bilder                          | Pfarrhof                                                 | Pfarrgasse 2 (Karte)              | bez. 1701                          | Pfarrhaus, Wohnstallhaus und Scheune des Pfarrhofes, mit Einfriedungsmauer (darin Gedenktafel) und Sandsteintrog, Pfarrgarten sowie die Pfarrgasse als Rest des ehemaligen Fürstenweges (Hohlweg) – alle Gebäude Obergeschoss Fachwerk, Scheune ganz in Fachwerk, architektonische und ortshistorische Bedeutung. - Pfarrhaus: Erdgeschoss massiv, Sandstein-Fenstergewände, schön profilierter Türstock, Fenster Obergeschoss in originaler Größe, Pseudosprossung, Fachwerk größtenteils verbrettert, Satteldach mit Aufschieblingen - Wohnhaus: Erdgeschoss massiv, Sandstein-Fenstergewände, Türstock mit Schlussstein, davor Sandsteintrog, Fenster Obergeschoss in originaler Größe, Giebelseite massiv, Scheune hochgradig ursprünglich und vergleichsweise alt, daher Seltenheitswert, in Einfriedungsmauer Gedenktafel an Pfarrer Martin Simon (1679). | 09278355 |
|                                         | Wohnstallhaus und zwei Seitengebäude eines Dreiseithofes | Spechtshausener Straße 7 (Karte)  | Kern 18. Jh., Seitengebäude jünger | Wohnstallhaus Obergeschoss Fachwerk, baugeschichtliche Bedeutung. Bildprägende Wirkung. Erdgeschoss massiv, Sandstein-Fenstergewände, zum Teil alte Sprossung erhalten, Türstock mit Inschrift, Obergeschoss und Giebel Fachwerk, ausgemauert, Satteldach, Obergeschoss-Fenster mit Pseudosprossung, Seitengebäude massiv. | 09278350 |
|                                         | Wohnstallhaus, ohne ehemaligen Scheunenanbau             | Spechtshausener Straße 12 (Karte) | 18. Jh.                            | Wohnstallhaus Obergeschoss Fachwerk, bildprägend, ältere Generation noch erhaltener regionaltypischer Holzbauweise, baugeschichtlich von Bedeutung. Erdgeschoss massiv, Fenstergrößen und Haustürbereich verändert, Fenster Obergeschoss weitgehend in originaler Größe, gut erhaltenes Sichtfachwerk, Giebelseite Fachwerk verputzt, ein Fenster zugesetzt, Rückseite Fachwerk verbrettert, steiles Satteldach, Schieferdeckung, | 09278351 |
|                                         | Wohnstallhaus mit Scheune über Eck                       | Spechtshausener Straße 13 (Karte) | 18. Jh.                            | Wohnstallhaus Obergeschoss und zum Teil Erdgeschoss Fachwerk, Scheune Holzkonstruktion, ältere Generation noch erhaltener regionaltypischer Holzbauweise, baugeschichtliche Bedeutung. Erdgeschoss im Stallteil massiv, sonst wahrscheinlich Fachwerk (Seltenheitswert), untypisch allerdings die Dreiachsigkeit der Giebelseite, alle Fenster in originaler Größe (keine Sprossung), Satteldach. | 09278352 |
|                                         | Türstock mit Schlussstein und Sandsteintrog              | Tharandter Straße 7 (Karte)       | Türstock bez. 1806                 | baugeschichtlich und sozialgeschichtlich von Bedeutung, „T (für Töpfer) 1806“. | 09278348 |
|                                         | Gasthof                                                  | Tharandter Straße 9 (Karte)       | 1844                               | an bildprägender Stelle, ortsgeschichtlich von Bedeutung. Mit intaktem Wand-Öffnungs-Verhältnis, zweigeschossiger massiver Putzbau mit profiliertem Türstock, Fenstergewände in beiden Geschossen, Krüppelwalmdach, im Giebel Okuli. | 09278361 |
|                                         | Wohnhaus mit Nebengebäude über Eck                       | Tharandter Straße 14 (Karte)      | 18. Jh.                            | Wohnhaus Obergeschoss Fachwerk, weitgehend im ursprünglichen Aussehen und in Konstruktion erhalten, baugeschichtliche Bedeutung. Erdgeschoss massiv, Giebelseite verputzt, Fenster Obergeschoss weitgehend in originaler Größe, steiles Satteldach, altdeutsche Schieferdeckung, Nebengebäude Fachwerk. | 09278357 |
|                                         | Ehemalige Schule                                         | Tharandter Straße 18 (Karte)      | Giebelseite bez. 1874              | ortshistorische Bedeutung. Zweigeschossiger massiver Putzbau, Sandstein-Fenstergewände, Galgensprossung, Satteldach, hinterer Teil (etwa ein Drittel) ist Anbau von 1929, im Dachstuhl Reste des Vorgängerbaus (seit 16. Jh.) vorhanden. | 09278358 |
|                                         | Wohnstallhaus und zwei Nebengebäude eines Dreiseithofes  | Tharandter Straße 25 (Karte)      | Wohnstallhaus vor 1800             | alle Gebäude in Fachwerkbauweise, von bildprägender Wirkung und baugeschichtlicher Bedeutung. Wohnstallhaus: Erdgeschoss massiv, Erdgeschoss aber Fachwerk-Teil ursprünglich erhalten (Fenster in originaler Größe, keine Sprossung), Satteldach, über Eck zum Teil massive Scheune, zum Teil mit Fachwerk, zweites Nebengebäude Fachwerk, älter, in Aussehen und Gestalt weitgehend ursprünglich erhalten. | 09278360 |
| Direkt Bild zu diesem Denkmal hochladen | Zwei Sandstein-Türgewände mit Schlussstein               | Tharandter Straße 38 (Karte)      | Türstock bez. 1847                 | baugeschichtlich von Bedeutung, bezeichnet „CFD 1847“. | 09278359 |

## Grillenburg
| Bild                                    | Bezeichnung | Lage                              | Datierung                         | Beschreibung | ID       |
| --------------------------------------- | --- | --------------------------------- | --------------------------------- | --- | -------- |
|                                         | Jagdsäule | (Karte)                           | Jagdsäule bez. 1738               | Jagddenkmal und fünf Forstgrenzsteine – ortsgeschichtlich von Bedeutung. Jagdsäule wurde zur Erinnerung an eine 1738 stattgefundene Jagd errichtet, allerdings in Hutha, später hierher versetzt. | 09278383 |
| Direkt Bild zu diesem Denkmal hochladen | Naundorfer Steinkreuz | (Karte)                           | 15./16. Jh.                       | Mord- und Sühnekreuz – ortsgeschichtlich von Bedeutung | 09278380 |
| Weitere Bilder                          | Floß-Kunstgraben | (Karte)                           | wahrscheinlich 16. Jh.            | bergbaugeschichtlich von Bedeutung | 09278419 |
| Weitere Bilder                          | Seerenteich | (Karte)                           |                                   | Seerenteich – historischer Flößerteich, ortsgeschichtlich von Bedeutung | 09278371 |
|                                         | Wegestein | (Karte)                           |                                   | Wegestein – verkehrsgeschichtlich von Bedeutung | 09278378 |
| Direkt Bild zu diesem Denkmal hochladen | Neue Brücke | (Karte)                           |                                   | Bruchstein-Bogenbrücke über die Triebisch – verkehrsgeschichtlich von Bedeutung | 09278384 |
| Direkt Bild zu diesem Denkmal hochladen | Auermannskreuz | (Karte)                           |                                   | Mord- und Sühnekreuz – ortsgeschichtlich von Bedeutung | 09278373 |
|                                         | Zwei Salzlecken, daneben Grenzstein | (Karte)                           |                                   | Zwei Salzlecken, daneben Grenzstein – ortsgeschichtlich von Bedeutung | 09278382 |
| Direkt Bild zu diesem Denkmal hochladen | Salzlecke | (Karte)                           |                                   | Salzlecke – ortsgeschichtlich von Bedeutung | 09278425 |
| Direkt Bild zu diesem Denkmal hochladen | Soldatengrab | (Karte)                           | 1945                              | ortsgeschichtlich von Bedeutung, Holzkreuz mit Inschrift: „Paul Schmidt, Wilhelm Zens/ gestorben 7.5.1945“. | 09278387 |
| Direkt Bild zu diesem Denkmal hochladen | Weise-Stein | (Karte)                           | bez. 1852                         | Gedenkstein – ortsgeschichtlich von Bedeutung | 09278379 |
| Direkt Bild zu diesem Denkmal hochladen | Wegestein | (Karte)                           | 19. Jh.                           | verkehrsgeschichtlich von Bedeutung, ca. 110 cm hoch | 09278377 |
| Direkt Bild zu diesem Denkmal hochladen | Zweipfennigbrücke | (Karte)                           | 20. Jh.                           | Bruchstein-Bogenbrücke, verkehrsgeschichtlich von Bedeutung | 09278374 |
| Direkt Bild zu diesem Denkmal hochladen | Brücke | (Karte)                           | 19. Jh.                           | Bruchstein-Bogenbrücke, verkehrsgeschichtlich von Bedeutung | 09278376 |
| Direkt Bild zu diesem Denkmal hochladen | Gedenkstein | (Karte)                           | 1889                              | ortsgeschichtlich von Bedeutung | 09278417 |
| Direkt Bild zu diesem Denkmal hochladen | Wettiner Stein | (Karte)                           | 1889                              | Gedenkstein mit Tafel zum 800jährigen Jubiläum der Wettiner, ortsgeschichtlich von Bedeutung | 09278388 |
| Direkt Bild zu diesem Denkmal hochladen | Wegestein | (Karte)                           | 19. Jh.                           | verkehrsgeschichtlich von Bedeutung, ca. 130 cm hoch, beschriftet | 09278375 |
|                                         | Neumannsbrückchen | (Karte)                           | bez. 1909                         | Bruchstein-Bogenbrücke, verkehrsgeschichtlich von Bedeutung | 09278368 |
| Direkt Bild zu diesem Denkmal hochladen | Wegestein | (Karte)                           | 19. Jh.                           | verkehrsgeschichtlich von Bedeutung | 09278385 |
| Direkt Bild zu diesem Denkmal hochladen | Salzlecke | (Karte)                           | um 1750                           | jagd- und kulturgeschichtlich von Bedeutung | 09278418 |
| Direkt Bild zu diesem Denkmal hochladen | Wegestein | (Karte)                           | 19. Jh.                           | verkehrsgeschichtlich von Bedeutung | 09278391 |
| Direkt Bild zu diesem Denkmal hochladen | Salzlecke | (Karte)                           | um 1750                           | jagd- und kulturgeschichtlich von Bedeutung | 09278421 |
| Direkt Bild zu diesem Denkmal hochladen | Günthers Kreuz | (Karte)                           | bez. 1592                         | Mord- und Sühnekreuz – ortsgeschichtlich von Bedeutung. Kreuz, ca. 70 cm hoch, linker Arm kürzer als der rechte, Inschrift: „Am Tage Egidii (1. September) ist Günther Pitzsch von seinem Eidam allhier erschossen worden. Das Kreuz ließ Hans Gutkees und Baltzer Pietzsch machen“ | 09278372 |
| Direkt Bild zu diesem Denkmal hochladen | Wegestein | (Karte)                           | 19. Jh.                           | verkehrsgeschichtlich von Bedeutung | 09278422 |
| Direkt Bild zu diesem Denkmal hochladen | Brücke | (Karte)                           | bez. 1914                         | Bruchstein-Bogenbrücke, verkehrsgeschichtlich von Bedeutung | 09278369 |
|                                         | Gedenkstein | Eduard-Drechsler-Weg (Karte)      | 1962                              | Stein mit Messingplatte zum Gedenken an Bürgermeister Eduard Drechsler, ortsgeschichtlich von Bedeutung. Inschrift: „Unserem Heimatfreund Eduard Drechsler (1893–1961), gestiftet vom Kulturbund Hartha“. | 09278323 |
|                                         | Glockenstuhl mit Glocke von 1857 | Eduard-Drechsler-Weg (Karte)      | 1857 und 1933                     | Ort des historischen Geläuts der Fördergersdorfer Kirche seit 1517, ortsgeschichtlich von Bedeutung. Glockenstuhl von 1922, ca. 4 m hoch, 1933 eingeweiht. | 09278322 |
| Direkt Bild zu diesem Denkmal hochladen | Soldatengrab | Freiberger Straße (Karte)         | nach 1945                         | ortsgeschichtlich von Bedeutung, beschnitztes Holzkreuz | 09278389 |
| Direkt Bild zu diesem Denkmal hochladen | Wegestein | Freiberger Straße (Karte)         | 1883                              | verkehrsgeschichtlich von Bedeutung, Sandstein, ca. 110 cm hoch | 09278319 |
| Weitere Bilder                          | Sachgesamtheit Jagdschloss Grillenburg mit den Einzeldenkmalen: Schloss, Neues Jägerhaus, Jagdhütte und drei weitere Gebäude              | Hauptstraße 7 (Karte)             | 1655–1939                         | Sachgesamtheit Jagdschloss Grillenburg, bestehend aus den Einzeldenkmalen: Schloss (ehemalige Schösserei), Einfriedung, Neues Jägerhaus (mit Resten einer romanischen Anlage), Jagdhütte, drei weitere Gebäude (darunter westlich vom Jagdschloss die Reste des sog. Fürstenhauses), Bogenbrücke sowie dem Colmnitzer Tor (Einzeldenkmalliste ID-Nr. 09278393) und den Gartendenkmalen: Gartenanlagen sowie vier Stauteiche und als Sachgesamtheitsteile drei Bronze-Tierplastiken – besondere historische Bedeutung. Innenausstattung des Neuen Jägerhauses von den Deutschen Werkstätten Hellerau, Luftschutzbauten unterm Haus.                                                            | 09300820 |
| Weitere Bilder                          | Jagdschloss Grillenburg mit Schloss, Einfriedung, Neues Jägerhaus, Jagdhütte und drei weitere Gebäude (Einzeldenkmale zu ID-Nr. 09300820) | Hauptstraße 7 (Karte)             | 1655 (Schösserei)                 | Einzeldenkmale der Sachgesamtheit Jagdschloss Grillenburg: Schloss (ehemalige Schösserei), Einfriedung, Neues Jägerhaus (mit Resten einer romanischen Anlage), Jagdhütte, drei weitere Gebäude (darunter westlich vom Jagdschloss die Reste des sog. Fürstenhauses), Bogenbrücke sowie das Colmnitzer Tor und als Sachgesamtheitsteile drei Bronze-Tierplastiken – besondere historische Bedeutung. | 09278393 |
| Direkt Bild zu diesem Denkmal hochladen | Ehem. Forstliche Ausbildungsstätte Grillenburg                                                                                            | Hauptstraße 9 (Karte)             | 1952/1953 (Schulungsgebäude)      | Wohnheim, Schulungsgebäude und Werkstattgebäude der ehem. Forstlichen Ausbildungsstätte Grillenburg – Zeugnis der öffentlichen Bautätigkeit der frühen DDR mit Elementen des Heimatstils (»Nationales Kulturerbe«), Architekt Hans-Otto Gebauer (geb. 1920), von hohem Dokumentationswert, baugeschichtliche und regionalgeschichtliche Bedeutung. | 09278414 |
|                                         | Wohnstallhaus | Hauptstraße 16 (Karte)            | Türstock bez. 1869, Kern vor 1800 | Obergeschoss Fachwerk, als ehemalige Schmiede von ortshistorischer Bedeutung, als einziges seiner Art im Ort in Konstruktion und Aussehen ursprünglich erhalten, baugeschichtlich von Bedeutung. Erdgeschoss massiv, Sandstein-Fenstergewände, alte Doppelfenster gesprosst, Fenster Obergeschoss in originaler Größe, Fachwerk mit Kunstschiefer verkleidet, steiles Satteldach, altdeutsche Schieferdeckung. | 09278364 |
| Weitere Bilder                          | Grillenburger Mühle; Wiesenhaus | Hauptstraße 18 (Karte)            | 1828 (Gasthof)                    | Mühle Grillenburg – Gasthof, Remise und ehemaliges Wohnhaus eines Mühlenanwesens: Wohnhaus Obergeschoss Fachwerk, Kontext zum Schloss, baugeschichtlich und ortsgeschichtlich von Bedeutung. Gasthof: zweigeschossiger massiver Putzbau mit gedrungenem Krüppelwalmdach, Fenstergrößen zum Teil leicht verändert, Gasthof hat Material des einstigen Jagdschlosses verbaut. Wiesenhaus: Erdgeschoss massiv, Sandstein-Fenstergewände, Türstock mit Schlussstein, altes Türblatt, Fenster Obertgeschoss in originaler Größe, Krüppelwalmdach, Biberschwanzdeckung, – unbewohnt, mäßiger Zustand. Gasthof weitgehend, Wiesenhaus hochgradig ursprünglich erhalten, profiliertes Haustürgewände. | 09278365 |
| Direkt Bild zu diesem Denkmal hochladen | Wegestein | Mühlweg (Karte)                   | 19. Jh.                           | verkehrsgeschichtlich von Bedeutung | 09278392 |
|                                         | Kriegerdenkmal Erster Weltkrieg | Seerenteichstraße (Karte)         | nach 1918 (Kriegerdenkmal)        | Granitstele, ortsgeschichtlich von Bedeutung | 09278381 |
|                                         | Mühlstein | Seerenteichstraße 5 (vor) (Karte) | 19. Jh.                           | technikgeschichtlich von Bedeutung | 09278416 |
| Direkt Bild zu diesem Denkmal hochladen | Gedenkstein | Waldstraße (Karte)                | 1913                              | zum 25. Regierungsjubiläum von Kaiser Wilhelm II., geschichtlich von Bedeutung, Quarzblock mit goldenen Ketten. | 09278321 |

## Großopitz
| Bild | Bezeichnung                                             | Lage                         | Datierung                         | Beschreibung | ID       |
| ---- | ------------------------------------------------------- | ---------------------------- | --------------------------------- | --- | -------- |
|      | Spritzenhaus                                            | Am Spritzenhaus (Karte)      | bez. 1869 (Torbogen)              | feuerwehrgeschichtliche Bedeutung, kleiner Massivbau mit flachbogigem Tor, Okulus im Dreieckgiebel | 08963628 |
|      | Triangulationssäule                                     | Hohe Straße (Karte)          | bez. 1869 (Triangulationssäule)   | Station der Königlich-Sächsischen Triangulation, Netz 2. Ordnung, wissenschaftlich und technikgeschichtlich von Bedeutung. Vermessungssäule aus Niederbobritzscher Granit, pyramidenförmiger Schaft ohne Abdeckplatte, quadratischer Grundriss,schwer lesbare Inschrift: „Station / OPITZHÖHE / der / Kön:Sächs: / Triangulierung / 1869“, Höhe 1,90 m, Kantenlänge oben 44 cm. | 08963582 |
|      | Wegestein                                               | Hohe Straße (Karte)          | bez. 1878                         | verkehrsgeschichtlich von Bedeutung, Wegestein mit Kilometerangaben, Sandstein. | 08963581 |
|      | Wohnhaus                                                | Tharandter Straße 4 (Karte)  | Mitte 19. Jh.                     | u. a. baugeschichtlich relevant, Teil der alten Ortsstruktur, zweigeschossiger Massivbau mit Steingewänden, sechs zu zwei Achsen, im Giebel Zwillingsfenster, Zahnschnittkranzgesims. | 08963633 |
|      | Wohnstallhaus, Scheune und Torbogen eines Vierseithofes | Tharandter Straße 6 (Karte)  | 2. Hälfte 18. Jh. (Wohnstallhaus) | u. a. baugeschichtlich relevant. Wohnstallhaus: Erdgeschoss massiv, Obergeschoss Fachwerk, Ladeluke, Dachüberstand, Satteldach, Scheune: Erdgeschoss massiv, Obergeschoss Fachwerk, sehr flaches Satteldach, Torbogen: großes Tor mit Schlussstein, Eingang. | 08963634 |
|      | Häuslerhaus                                             | Tharandter Straße 14 (Karte) | 1. Hälfte 19. Jh.                 | Fachwerk, u. a. baugeschichtlich von Bedeutung. Erdgeschoss massiv, Steingewände, Flachbogen-Türportal, Obergeschoss Fachwerk, Giebel verbrettert, Fledermausgaupe. | 08963630 |
|      | Gasthof                                                 | Tharandter Straße 20 (Karte) | 1845                              | baugeschichtlich und ortsgeschichtlich von Bedeutung. Traufständig, zweigeschossiger Putzbau, Schlagläden, profilierter Türsturz, 12 Achsen, Krüppelwalmdach. | 08963626 |

## Kurort Hartha
| Bild                                    | Bezeichnung                                                                                   | Lage                                   | Datierung                                              | Beschreibung | ID       |
| --------------------------------------- | --------------------------------------------------------------------------------------------- | -------------------------------------- | ------------------------------------------------------ | --- | -------- |
|                                         | Villa                                                                                         | Am Hartheberg 11 (Karte)               | bez. 1905                                              | baugeschichtliche Bedeutung. Zweigeschossiger massiver Putzbau (und Sockelgeschoss), markanter Eckturm mit Wetterfahne, Hausecken durch Holzveranden und hölzerne Wintergärten akzentuiert, Sprossung original oder im originalen Sinne, Jugendstil-Putzornament, Fassadengiebel Fachwerk, darunter Friesband mit Jugendstilformen, heterogene Dachlandschaft, Biberschwanzdeckung. | 09278343 |
|                                         | Kanonenkugel zur Erinnerung an 1813                                                           | Am Hartheberg 14 (Karte)               | 1813                                                   | geschichtlich von Bedeutung, im Giebel eingemauert, mit kleiner Erklärungstafel (Giebelseite Tal). | 09278408 |
|                                         | Villa Elsa                                                                                    | Am Hartheberg 17 (Karte)               | um 1905                                                | baugeschichtliche Bedeutung. Zweigeschossiger massiver Putzbau auf rustikalem Sockelgeschoss, Putzgliederung z. T. verloren, fassadengestaltender zweigeschossiger Erker mit kugelbekrönter Balustrade, Fachwerk-Kniestock und Fachwerk-Giebel, hölzerne Eingangsüberdachung. | 09278344 |
|                                         | Villa Heinrichs Eck                                                                           | Am Hartheberg 21 (Karte)               | bez. 1900 (Medaille)                                   | repräsentativer Bau der Jahrhundertwende mit reicher Ausstattung, errichtet für den bedeutenden Dresdner Industriellen Heinrich Ernemann, baugeschichtlich, künstlerisch und personengeschichtlich relevant. Zweigeschossig (und Sockelgeschoss), heterogen in Grundriss und Dachlandschaft, markanter Eckturm, Sockel Polygonalmauerwerk, über Eingang überdachte hölzerne Veranda mit Holzzierat, Obergeschoss mit Holzschindeln verkleidet, glasierte Biberschwanzdeckung, mit Firstknospen, Fenster-Galgensprossung, Landhaus des Kgl.-Sächs. Kommerzienrates Heinrich Ernemann (1850–1928).                                                            | 09278342 |
|                                         | Villa Hartheberg                                                                              | Am Hartheberg 23 (Karte)               | Supraporte bez. 1902                                   | Villa mit Einfriedung und Gartenhäuschen – baugeschichtlich bedeutend. Dreigeschossiger massiver Putzbau, Fenster durch bossierten Sandstein akzentuiert, Fassade durch mehrgeschossige Holzerkergestaltung hervorgehoben, originale Fenstersprossung zum großen Teil erhalten, Zierfachwerk, heterogener Grundriss, ebenso Dachlandschaft, alter Blitzableiter, Einfriedung durch Polygonalmauerwerk und Eisengitter in Jugendstilformen, hölzernes Gartenhäuschen: Hausecke mit Spolie, Salome-Skulptur ca. 120 cm hoch, Supraporte: „erbauet anno 1902 Professor Anger“, die dem Eingang abgewandte Seite mit Jugendstil-Stuck, Dachbekrönung im Archiv. | 09278340 |
|                                         | Villa                                                                                         | Am Hartheberg 25 (Karte)               | Wetterfahne bez. 1910                                  | baugeschichtliche Bedeutung. Eingeschossiger roter Klinkerbau (und Sockelgeschoss), Öffnungen mit profiliertem, teilweise ornamentierten Sandstein abgesetzt, Ecke durch Rundbogenfenster und Fachwerk-Türmchen akzentuiert, heterogene Dachlandschaft, Biberschwanzdeckung. | 09278341 |
| Direkt Bild zu diesem Denkmal hochladen | Wegestein                                                                                     | Buchenweg (Karte)                      | 19. Jh.                                                | verkehrsgeschichtlich von Bedeutung,Sandstein, ca. 60 cm hoch | 09278324 |
|                                         | Wohnstallhaus                                                                                 | Buchenweg 7 (Karte)                    | 18. Jh.                                                | Obergeschoss Fachwerk, Relikt ländlicher Holzbauweise, baugeschichtliche Bedeutung. Bildprägende Lage, Erdgeschoss und Giebelseite massiv, Fenster Obergeschoss in originaler Größe, steiles Satteldach mit Schleppdach. | 09278339 |
| Direkt Bild zu diesem Denkmal hochladen | Wohnstallhaus                                                                                 | Buchenweg 17 (Karte)                   | vor 1750                                               | Obergeschoss Fachwerk, verputzt, älteste erhaltene Generation regionaltypischer Holzbauweise, baugeschichtlich von Bedeutung. Erdgeschoss massiv, Sandstein-Fenstergewände, Sprossenfenster, Fenster Obergeschoss weitgehend in originaler Größe, Schleppdach, steiles Satteldach. | 09278338 |
|                                         | Schulgebäude mit drei Baukörpern                                                              | Friedrich-Schiller-Straße 21 (Karte)   | bez. 1913                                              | Gestaltung mit neobarocken Einflüssen, bau- und ortshistorische Bedeutung. Zweigeschossiger massiver Putzbau mit Dachausbauten, Sprossung im originalen Sinne, Mansarddach mit Hecht und Dachreiter (Laterne), dessen Sockel mit Uhr, Eingang mit Putto-Schlussstein, etwas kleinerer, ähnlich gestalteter Bau mit ersterem durch eingeschossigen Bau verbunden. | 09278347 |
|                                         | Wohnstallhaus eines Vierseithofes sowie Portal mit Schlussstein (gegenüber vom Wohnstallhaus) | Kirchweg 3 (Karte)                     | Schlussstein bez. 1792, Türgewände gegenüber bez. 1893 | Obergeschoss Fachwerk, verputzt, baugeschichtlich von Bedeutung. Erdgeschoss massiv, Fenster Obergeschoss in originaler Größe, Satteldach, Türgewände korbbogig, Stallgewölbe erhalten, in Aussehen und Konstruktion als eines der wenigen Gebäude im Ort ursprünglich erhalten. | 09278337 |
| Weitere Bilder                          | Ehem. Lindenhof                                                                               | Lindenhofstraße 5 (Karte)              | Spiegelmonogramm bez. 1789                             | Ehemalige Forstmeisterei, mit Einfriedung sowie Hindenburg-Gedenkstein (1915) und Pascha-Schükri-Gedenkstein (1913) – Obergeschoss Fachwerk, verbrettert, baugeschichtlich und ortsgeschichtlich von Bedeutung. Erdgeschoss massiv, mit Bogen für ehemalige Durchfahrt, Fenstergewände z. T. überputzt, Fenster Obergeschoss weitgehend in originaler Größe, Krüppelwalmdach, Biberschwanzdeckung, zwei mal fünf Fledermausgaupen, Gedenksteine im Garten. | 09278345 |
|                                         | Wohnstallhaus                                                                                 | Lindenhofstraße 14g (Karte)            | im Giebel bez. 1825                                    | Obergeschoss Fachwerk, im ursprünglichen Aussehen wiederhergestellt, Relikt ländlicher Holzbauweise in veränderter Umgebung, baugeschichtlich von Bedeutung. Erdgeschoss massiv, verändert, Fenster Obergeschoss in originaler Größe, Satteldach, Biberschwanzdeckung. | 09278346 |
|                                         | Wohnstallhaus und winklig angebautes Seitengebäude eines Zweiseithofes                        | Talmühlenstraße 13 (Karte)             | 1847 lt. Auskunft (Wohnstallhaus)                      | Wohnstallhaus Obergeschoss Fachwerk verputzt, baugeschichtlich von Bedeutung. Im Aussehen erhalten, Strukturbestandteil der Ortskernbebauung, Erdgeschoss massiv, Sandstein-Fenstergewände, Doppelfenster, Fenster Obergeschoss in originaler Größe, Satteldach, Biberschwanzdeckung, Gebäude über Eck: massiv, Sandstein-Fenstergewände in beiden Geschossen, ebenfalls zum großen Teil mit den alten Fenstern, Satteldach, Fledermausgaupen, Biberschwanzdeckung. | 09278336 |
|                                         | Taubenhaus und Gedenkplatte                                                                   | Talmühlenstraße 15 (Karte)             | bez. 1831                                              | sozialgeschichtlich und ortsgeschichtlich von Bedeutung. Säule auf Zementsockel, inklusive Kapitell ca. 360 cm hoch, das eigentliche Taubenhaus neuer, Gedenkplatte gusseisern. | 09278335 |
|                                         | Türstock mit Schlussstein und Sandsteintrog                                                   | Talmühlenstraße 20 (Karte)             | Schlussstein bez. 1787                                 | baugeschichtlich und sozialgeschichtlich von Bedeutung. Bezeichnet „GOR (P) 1787“ und Relief (Ratszimmermeisterhut), Türstock teilweise unter Putz, mit Ohren. | 09278325 |
|                                         | Wohnstallhaus, zwei Seitengebäude und Sandsteintrog eines Dreiseithofes                       | Talmühlenstraße 21 (Karte)             | nach 1881 (Auskunft)                                   | Unter anderem baugeschichtlich von Bedeutung. In Aussehen und Gestalt erhalten, Bestandteil des alten Ortskerns, Wohnstallhaus: zweigeschossiger massiver Putzbau mit Sandstein-Fenstergewänden, teilweise bekrönt, Reste von Putzgliederung, Drempel, Satteldach, Scheune: massiv, in neuerer Zeit aufgestockt (1937), zweites Gebäude ebenfalls zweigeschossiger massiver Putzbau. | 09278334 |
|                                         | Gedenktafel                                                                                   | Talmühlenstraße 25 (Karte)             | bez. 1817                                              | eingemauerte Gedenktafel zum Reformationsjubiläum, geschichtlich von Bedeutung. Mit rundem Schriftfeld, lorbeerumrahmt: „Zum Denkmal des 3. Reformationsjubilai d. 31. Octbr. 1817 wurde dieser Stein von der hiesigen Schuljugend errichtet und 2 Linden und 1 Eiche allhier gepflanzet“. | 09278333 |
|                                         | Teichständerstein                                                                             | Talmühlenstraße 30 (vor) (Karte)       | bez. 1843                                              | technikgeschichtlich von Bedeutung, ca. 80 cm hoch, Inschrift: „IGG 1843“ | 09278326 |
|                                         | Scheune, Torhaus, Brunnen und Taubenhaus eines Vierseithofes                                  | Talmühlenstraße 32 (Karte)             | 1848 (Scheune)                                         | baugeschichtliche Bedeutung, Torhaus stammt von einer Hygiene- und Landwirtschaftsausstellung in Dresden. Scheune massiv, Sandsteintrog (Brunnen), Taubenständer ca. 3 m hoch, Torhaus: Erdgeschoss massiv, darüber verbretterter Drempel, kleiner Dachreiter. | 09278412 |
|                                         | Wohnstallhaus                                                                                 | Talmühlenstraße 33 (Karte)             | 1825                                                   | Obergeschoss Fachwerk, baugeschichtlich von Bedeutung. Erdgeschoss massiv, geglättet, Sandstein-Tür- und -Fenstergewände, Fenster Obergeschoss weitgehend in originaler Größe, Giebel verbrettert, Satteldach, altdeutsche Schieferdeckung, eines der wenigen Gebäude im Ort mit intakter Holzkonstruktion. | 09278331 |
|                                         | Alte Schule                                                                                   | Talmühlenstraße 56 (Karte)             | Türstock bez. 1864                                     | Ehemalige Schule – mit ornamentierter Eingangszone und markantem Dachreiter, ortshistorische Bedeutung. Zweigeschossiger massiver Putzbau, Geschosse durch Putzgesimse optisch abgetrennt, eingezogener Eingang, altes Türblatt, beide Geschosse mit Sandstein-Fenstergewänden, Pseudo-Fenstersprossung, Satteldach, Dachreiter verschiefert, mit Uhr, Glocke und Wetterfahne. | 09278327 |
|                                         | Wohnstallhaus                                                                                 | Talmühlenstraße 57 (Karte)             | vor 1800 (Grenzstein: 1796)                            | Obergeschoss Fachwerk, baugeschichtliche Bedeutung. Erdgeschoss massiv, Haustürgewände, Fenstergewände, alte Doppelfenster, Fenster Obergeschoss in originaler Größe, SW-Giebelseite massiv, steiles Satteldach, weitgehend in Konstruktion und Aussehen erhaltenes Relikt ländlicher Holzbauweise, bildprägend. | 09278330 |
| Weitere Bilder                          | Talmühle, jetzt Wohnhaus                                                                      | Talmühlenstraße 65 (Karte)             | Talmühle ab 1591, Kern 1753 (Balken)                   | Wohnstallhaus und im Südwesten Sandstein-Türbogen (um 1600) der ehemaligen Mühle – Wohnstallhaus Obergeschoss Fachwerk, Bestandteil der ehemaligen Talmühle, baugeschichtlich und ortsgeschichtlich von Bedeutung. Erdgeschoss massiv, Stallteil erkennbar, Fenster Obergeschoss in originaler Größe und Sprossung, Satteldach mit Schieferdeckung, im ursprünglichen Aussehen wiederhergestellt. | 09278329 |
| Weitere Bilder                          | Gedenkstein                                                                                   | Talmühlenstraße 65 (gegenüber) (Karte) | 1958                                                   | für zwei, bei der Hochwasserkatastrophe 1958, ums Leben gekommene Feuerwehrleute, ortsgeschichtlich von Bedeutung. Roter Granit, ca. 80 cm hoch: „Bei der Hochwasserkatastrophe am 5. Juli 1958 ließen ihr Leben: Brandmeister Helmut Simon ..., Feuerwehrmann Heinz Reuter ...Ihre Pflichterfüllung wird uns stets Vorbild sein“. | 09278328 |

## Pohrsdorf
| Bild                                    | Bezeichnung | Lage                           | Datierung                             | Beschreibung | ID       |
| --------------------------------------- | --- | ------------------------------ | ------------------------------------- | --- | -------- |
| Weitere Bilder                          | Spritzenhaus Pohrsdorf                                                                                           | Am Spritzenhaus 1 (Karte)      | bez. 1835                             | Spritzenhaus Pohrsdorf mit intakter Spritze – technikhistorische, sozialhistorische und ortshistorische Relevanz. Eingeschossiger massiver Putzbau, gedrungener Baukörper mit Satteldach, zwei Tore, darüber Inschrifttafel. | 09278317 |
|                                         | Wohnstallhaus | Bäckergasse 6 (Karte)          | wahrscheinlich 18. Jh.                | Obergeschoss Fachwerk, zum Teil verbrettert, baugeschichtlich von Bedeutung. Erdgeschoss massiv, geglättet, Fenster Obergeschoss in originaler Größe, Giebelseite verbrettert, Satteldach, Relikt ländlicher Holzbauweise in gutem originaltypischen Zustand. | 09278308 |
|                                         | Wohnstallhaus und zwei Seitengebäude eines Dreiseithofes                                                         | Dorfstraße 22 (Karte)          | 1. Hälfte 19. Jh. (Wohnstallhaus)     | Wohnstallhaus Obergeschoss Fachwerk, Seitengebäude massiv, baugeschichtliche Bedeutung. Wohnstallhaus: Erdgeschoss massiv, mit Sandstein-Fenstergewänden, Fenster Obergeschoss in originaler Größe, Giebelseite ausgemauert, steiles Satteldach mit Biberschwanzdeckung, in Aussehen und Gestalt weitgehend erhalten. | 09278303 |
|                                         | Schule mit Inschrifttafel                                                                                        | Dorfstraße 26 (Karte)          | bez. 1829                             | Obergeschoss Fachwerk, baugeschichtlich und ortsgeschichtlich von Bedeutung. Erdgeschoss massiv, mit vergrößerten Fenstern, Obergeschoss Fachwerk, teils verbrettert, teils Sichtfachwerk, Fenster weitgehend in originaler Größe, Krüppelwalmdach, alter Blitzableiter, Inschrifttafel „Schulhaus 1829“. | 09278305 |
|                                         | Wohnstallhaus und drei Seitengebäude (eins davon mit Kumthalle) sowie Sandsteintrog eines massiven Vierseithofes | Dorfstraße 29 (Karte)          | Wohnstallhaus bez. 1849               | von gestalterischer und bildprägender sowie baugeschichtlicher Bedeutung. Wohnstallhaus: mit ornamentierter Fassade (markanter Bogen über Zwillingsgiebelfenster), zweigeschossiger massiver Putzbau mit Lastenaufzug, Sandstein-Fenstergewände, profiliertes Haustürgewände mit Inschrift in der Bekrönung, Krüppelwalmdach, Kumthalle mit dreibogiger Arkatur und vier kannelierten Säulen, zwei weitere massive Seitengebäude, eines davon jüngeren Datums, guter Erhaltungszustand, Sandsteintrog. | 09278310 |
|                                         | Kriegerdenkmal Erster und Zweiter Weltkrieg                                                                      | Dorfstraße 30 (neben) (Karte)  | nach 1945                             | ortsgeschichtlich relevant, beschrifteter Monolith und zwei polierte Werksteine. | 09278306 |
|                                         | Wohnstallhaus mit Inschrift                                                                                      | Dorfstraße 55 (Karte)          | Straßenseite bez. 1836                | Obergeschoss Fachwerk, Aufbretterungen, baugeschichtliche Bedeutung und straßenbildprägend. Erdgeschoss massiv, Obergeschoss Sichtfachwerk, Fenstergrößen original, gemalte Inschrift „C.F.E.R. MDCCCXXXVI“ | 09278304 |
|                                         | Wohnstallhaus | Dorfstraße 63 (Karte)          | um 1700                               | Obergeschoss Fachwerk, besondere baugeschichtliche Bedeutung. Hochgradig im ursprünglichen Aussehen erhalten, älteste erhaltene Generation regionaltypischer Holzbauweise, an bildprägender Stelle, Erdgeschoss massiv, mit Gewänden und alten Doppelfenstern, Fenster Obergeschoss gesprosst und in originaler Größe, Andreaskreuze, steiles Satteldach, auf der Rückseite zum Schleppdach erweitert. | 09278307 |
|                                         | Wohnstallhaus und zwei Seitengebäude eines Vierseithofes                                                         | Dorfstraße 65 (Karte)          | um 1800                               | Wohnstallhaus Obergeschoss Fachwerk, zwei Fachwerk-Seitengebäude, baugeschichtlich von Bedeutung. Wohnstallhaus: Obergeschoss Fachwerk, Feldseite ausgemauert, altes Seitengebäude mit Satteldach-Überstand, intaktes Wand-Öffnung-Verhältnis, desgleichen zweites Seitengebäude, talseitiges Gebäude neueren Datums. | 09278316 |
|                                         | Wohnstallhaus und zwei Seitengebäude eines Dreiseithofes                                                         | Dorfstraße 71 (Karte)          | 2. Hälfte 18. Jh.                     | alle Seiten Fachwerk, bildprägend und baugeschichtliche Bedeutung. Wohnstallhaus: Erdgeschoss massiv, Fenster Obergeschoss in originaler Größe, ohne Sprossung, steiles Satteldach, feldseitige Scheune: beide Geschosse Fachwerk, dritte Seite Erdgeschoss massiv, schmale Kubatur, Satteldach. | 09278298 |
|                                         | Scheune eines Vierseithofes sowie Schlussstein über Stalltür des Wohnhauses und Sandsteintrog (Gartenseite)      | Dorfstraße 87 (Karte)          | 1. Hälfte 19. Jh. (Durchfahrtscheune) | Durchfahrtscheune Obergeschoss Fachwerk, u. a. baugeschichtliche Bedeutung. Scheune: Erdgeschoss massiv, Fenster Obergeschoss in originaler Größe, Satteldach, Relikt ländlicher Holzbauweise, hochgradig im ursprünglichen Aussehen erhalten. | 09278296 |
|                                         | Wohnstallhaus und drei Seitengebäude (eins davon mit Kumthalle) eines massiven Vierseithofes                     | Dorfstraße 97 (Karte)          | Türstock bez. 1843                    | baugeschichtlich bedeutend. Wohnstallhaus: zweigeschossiger massiver Putzbau, Fassade mit Ornament (u. a. Palladiomotiv), Hofseite mit liegenden Fenstern, aber im Gesamtverhältnis zu vernachlässigen, profiliertes Haustürgewände, Stall mit Gewölbe erhalten, ein Seitengebäude mit Kumthallen-Arkatur, zwei kannelierte Säulen, mit Schlussstein (Pferd), viele Details, bemerkenswerte Wohnstallhaus-Fassade, ornamentierte Torpfosten. | 09278295 |
|                                         | Schulgebäude | Herzogswalder Straße 4 (Karte) | bez. 1911                             | im Reformstil, bau- und ortsgeschichtlich relevant. Zweigeschossiger massiver Putzbau, einige Fenster (Erdgeschoss, Rückseite, Seitengiebel) vergrößert, originale Sprossung im Eingangsbereich erhalten, Krüppelwalmdach, Biberschwanz-Kronendeckung, trotz einiger Veränderungen denkmalrelevant, bildprägender Dachreiter hatte auch Glockenturmfunktion für den Ort. | 09278332 |
|                                         | Wohnstallhaus | Herzogswalder Straße 6 (Karte) | 1. Hälfte 19. Jh.                     | Obergeschoss Fachwerk, baugeschichtlich von Bedeutung. Erdgeschoss massiv, stark verändert, Fenster Obergeschoss in originaler Größe, ohne Sprossung, Satteldach. | 09278299 |
|                                         | Brendelhof: Portal, Sandsteintrog und zwei Seitengebäude                                                         | Kirchweg 2 (Karte)             | bez. 1843                             | Portal, davor Sandsteintrog, und zwei Seitengebäude eines Vierseithofes – profilierter Türstock mit Inschrift, Fachwerk-Seitengebäude, baugeschichtlich von Bedeutung, dokumentarischer Wert. Inschrift: „Am XXVI. August MDCCCXXXXIII wurde das alte Wohngebäude durch eines Frevlers Hand in Asche gelegt und das jetzige noch in demselben Jahre unter vielen Sorgen und schwerer Arbeit aufgebaut und von Gotthelf Dittrich Grundbesitzer u. ...“, Scheune und Stallscheune mit erhaltener Holzkonstruktion, bis ins Detail ursprünglich erhalten, der Sandsteintrog wird noch traditionell gespeist durch einen unterirdischen, oberhalb südöstlich gelegenen Brunnen. | 09278302 |
|                                         | Wohnstallhaus und zwei Seitengebäude eines Dreiseithofes                                                         | Landbergweg 3 (Karte)          | bez. 1829 (Wohnstallhaus)             | baugeschichtliche Bedeutung. Alle Gebäude zweigeschossige massive Putzbauten mit Putz-Gurtgesimsen, Fenstergewänden, Zwillingsfenstern im Giebel, profilierte Türgewände mit Schlusssteinen, ursprünglich erhalten. | 09278309 |
|                                         | Wohnstallhaus und zwei Seitengebäude eines Dreiseithofes                                                         | Lindenweg 7 (Karte)            | Wohnstallhaus bez. 1873               | ein Seitengebäude mit Kumthalle, eins mit Fachwerk, bildprägend, strukturprägend und baugeschichtlich von Bedeutung. Wohnstallhaus: massiver zweigeschossiger Putzbau, Sandstein-Fenstergewände, Pseudosprossung, profilierte Türgewände mit Schrift-Supraporte, Fachwerkscheune, feldseitiges Gebäude mit Kumthalle (dreibogige Arkatur), Sandstein-Fenstergewände, zum Teil noch echte Sprossung, weitgehend ursprünglich erhalten. | 09278406 |
| Direkt Bild zu diesem Denkmal hochladen | Türstock mit Bekrönung (Inschrift)                                                                               | Zur Aue 3 (Karte)              | bez. 1889 (Türstock)                  | heimatgeschichtlich von Bedeutung.Sandstein, profiliert, Inschrift: „18 K. E. Roßberg 89“, Crataegus-Allee entlang der Zufahrt zum Hof zwischen 2011 und 2014 abgeholzt und mit veränderten Baumstandorten neu gepflanzt. | 09278293 |

## Spechtshausen
| Bild | Bezeichnung                                                | Lage                          | Datierung                      | Beschreibung | ID       |
| ---- | ---------------------------------------------------------- | ----------------------------- | ------------------------------ | --- | -------- |
|      | Wohnstallhaus                                              | Landbergstraße 12 (Karte)     | 1. Hälfte 19. Jh.              | Obergeschoss Fachwerk, baugeschichtlich von Bedeutung. Erdgeschoss massiv, zum Teil mit Sandstein-Fenstergewänden und Sprossenfenstern, Fenster Obergeschoss in originaler Größe, Gefache ausgemauert, Satteldach, eine Fledermausgaupe, Biberschwanzdeckung, weitgehend in der Konstruktion erhalten.                                                                | 09278314 |
|      | Wohnhaus                                                   | Landbergstraße 16 (Karte)     | bez. 1846 in Haustür-Bekrönung | baugeschichtliche Bedeutung. Zweigeschossiger massiver Putzbau, beide Geschosse mit Sandstein-Fenstergewänden, gesprosste Doppelfenster, Haustürgewände, Reliefs in der traufseitigen Mittelachse, Krüppelwalmdach mit neuer Biberschwanzdeckung, Fledermausgaupen, mit erhaltenem Wand-Öffnung-Verhältnis, Palladiomotiv, hochgradig ursprünglich wiederhergestellt. | 09278315 |
|      | Forsthaus, Seitengebäude und zwei kugelbekrönte Torpfeiler | Mühlweg 2 (Karte)             | Schlussstein bez. 1764         | Unter anderem ortshistorische Bedeutung. Zweigeschossiger massiver Putzbau, Sandstein-Fenstergewände, Krüppelwalmdach mit neuer Biberschwanz-Kronendeckung, schönes Türgewände mit farbig gefasstem Schlussstein (Sachsenwappen), Seitengebäude eingeschossig, Feldstein, Satteldach mit Schweifung zur Traufe, mit intaktem Wand-Öffnung-Verhältnis.                 | 09278312 |
|      | Grenzstein                                                 | Mühlweg 2 (gegenüber) (Karte) | bez. 1740                      | mit Kurschwertern, regionalgeschichtlich von Bedeutung. An der Gemarkungsgrenze Grillenburg (Mühlweg) und Fördergersdorf (Landbergstraße). | 09278363 |

## Ausführliche Denkmaltexte
1. ↑  
Im Jahre 1722 begann man im Kurfürstentum Sachsen mit der Aufstellung der Kursächsischen Postmeilensäulen. Kurfürst Friedrich August I. wollte hierdurch ein zeitgemäßes Verkehrs- und Transportleitsystem im Kurfürstentum aufbauen, um Handel und Wirtschaft zu fördern. Er beauftragte mit Generalvollmacht Magister Adam Friedrich Zürner (1679 – 1742) mit der Durchführung. Das System der Postmeilensäulen umfasste Distanzsäulen, Viertelmeilensteine, Halb- und Ganzmeilensäulen. Die Distanzsäulen sollten in den Städten vor den Stadttoren, später nur auf den Marktplätzen aufgestellt werden. Entlang der Poststraßen wurden Viertelmeilensteine, Halb- und Ganzmeilensäulen aufgestellt. Sie erhielten eine fortlaufende Nummerierung (Reihennummer), beginnend vom Anfang der Vermessung. Die Ganzmeilensäulen wurden außerhalb der Städte an den Poststraßen im Abstand von 1 Meile (= 9,062 km) aufgestellt. Die Distanzsäulen waren mit dem Monogramm „AR“ für „Augustus Rex“, dem polnisch-litauischen und kursächsischen Doppelwappen sowie der polnischen Königskrone gekennzeichnet. Die Ganzmeilen-, Halbmeilensäulen und Viertelmeilensteine waren alle ähnlich beschriftet, alle trugen kein Wappen, aber das Monogramm „AR“. Die Entfernungsangaben erfolgten in Wegestunden (1 Stunde = ½ Postmeile = 4,531 km).
Dieses Meilensystem war das erste europäische Verkehrsleitsystem. Der hier betrachteten Säule kommt als Teil des überregional bedeutenden Postwegesystems eine hohe verkehrsgeschichtliche Bedeutung zu.
2. ↑  
Villa, Bergstraße 9
  - Villengarten: Einfriedung: im Osten zur Bergstraße neue Stützmauer aus grauem Granit mit Abdeckplatten aus Granit, im Norden der Villa Stützmauern der Treppenanlage aus bossierten Steinen aus Quarzporphyr, im Norden des oberen Gartengeländes Reste eines Zaunes mit 4 Zaunpfeilern aus T-Eisen und Fundamenten aus Klinkern und Beton, im mittleren Bereich der südlichen Einfriedung Stützmauer aus Quarzporphyr, im Westen der Villa Einfriedungsmauer als Stützmauer aus Quarzporphyr.
  - Bodenrelief: Lage des Grundstücks an einem SO-Hang, im Westen des Grundstückes Hangbereich mit Wegen Stufen und drei Sitzplätzen, an der Südgrenze zwei Terrassen mit Stützmauern, Terrassierung des Gartens in 4 Gartenebenen, 1. Ebene oberhalb der Stützmauer an der Bergstraße mit lang gestreckter dreieckige Gartenfläche, 2. Ebene im Osten der Villa oberhalb der ersten Ebene, 3. Ebene (Kellerebene) im Norden der Villa mit Hoffläche und im Süden der Villa mit veränderter Gartenfläche, 4. Ebene mit Wegefläche im Westen der Villa.
  - Erschließung und bauliche Elemente: an der NO-Ecke des Gartens Zugangstreppe (17 Stufen aus Beton und seitliche Stützmauern aus bossierten Steinen aus Quarzporphyr mit Abdeckplatten aus Sandstein, der untere Abschnitt der linken Stützmauer wurde durch eine Granitmauer mit Abdecksteinen aus Granit ersetzt, an die Abdecksteine der rechten Stützmauer ist ein schmiedeeiserner Zaun des nördlich gelegenen Nachbargrundstückes angesetzt) rechteckiges nach NW in einem Bogen abschließendes Podest, im Süden des Podests Pforte mit zwei Pfeilern aus bossierten Quarzporphyrsteinen und einem von ehemals zwei schmiedeeisernen Türflügeln, im Norden des Podests schmiedeeiserner Zaun mit niedriger Stützmauer als Sockel und einem rechtsseitigen Pfeiler aus bossierten Quarzporphyrsteinen, Abdeckung der Pfeiler mit pyramidenförmig ausgebildeten bossierten Abdecksteinen aus Quarzporphyr, im Süden der Pforte Podestfläche und Treppe aus Betonstellstufen, Weg auf der 1. Gartenebene vom Tor zur Treppe in der Böschung im Osten der Villa (13 Betonstellstufen mit beidseitiger Wange aus Beton und rechtsseitigem Geländer aus 3 Vierkanteisenstützen mit oberer Aufweitung als Öse und ein durch diese Ösen geführter Handlauf aus Rundeisen, Handlauf an beiden Enden zu einem ¾-Kreis nach unten gebogen).
  - Terrassenfläche im Osten der Villa, Treppenanlage an der NO-Ecke der Villa mit nach Norden ansteigender Treppe (3 Betonstellstufen), Podest mit nördlicher Begrenzung aus aufrecht gestellten gehauenen Steinen, nach Westen ansteigender Treppe (3 Sandsteinstufen und rechtsseitiger Stützmauer mit Abdecksteinen als Treppenwange aus bossierten Quarzporphyrsteinen), Podest mit dreieckiger mit Steinen eingefasster Beetfläche an der Hauswand, nach Norden ansteigender Treppe (8 Sandsteinstufen und rechtsseitiger Stützmauer mit Abdecksteinen aus bossierten Steinen aus Quarzporphyr und aufgesetztem Geländer), Podest mit Stützmauer im Osten und Norden mit Abdecksteinen und aufgesetztem Geländer, nach Süden ansteigender Treppe (14 profilierten Sandsteinstufen und beidseitiger Stützmauer aus bossierten Quarzporphyrsteinen mit schräg aufgesetzten bossierten Abdecksteinen aus Quarzporphyr als Treppenwange und beidseitigem Geländer).
  - Podest mit Eingang zur Villa im Westen und Stützmauer mit aufgesetztem Geländer im Osten, vom 3. Podest nach Westen zur Hoffläche ansteigende Treppe (2 Sandsteinstufen und 2 Stellstufen aus Beton), Hoffläche im Norden der Villa mit nördlicher Begrenzung durch eine ansteigende Stützmauer aus bossierten Quarzporphyrsteinen und eine Treppe mit 14 Sandsteinblockstufen mit einem auf die Stufen aufgesetztem linksseitigen Geländer, linksseitige Stützmauer der Treppe aus roten Klinkern, Beetfläche am Hof, im Süden (westlicher Abschnitt) und Westen Stützmauer aus gebrochenen Quarzporphyrsteinen mit aufgesetzter Rollschicht aus roten Klinkern und Geländer, im Westen der Villa Wegefläche mit Resten einer Befestigung aus roten Klinkern, unter der SW-Ecke der Villa auf Kellerniveau offener, hoher, im Westen und Süden mit Latten begrenzter Wirtschaftsraum, im Westen zu diesem ein von Süd nach Nord hinabführender Rampenweg mit 4 Stufen am unteren Ende (beidseitige Stützmauern aus Quarzporphyr mit Abdeckung aus roter Klinkerrollschicht und Geländer), nach Süden ebenerdiger Ausgang zum Garten.
  - Gehölze: Solitärbaum (Spitzahorn) am Podest der Zugangstreppe von der Straße, Koniferen (Eiben) an der Nord-Grenze und im West-Bereich, Solitärbäume (Ahorn, Hainbuche) im Süd-Bereich, Obstbäume auf der 1. Gartenebene.
  - Blickbeziehung: von den Sitzplätzen, Treppen mit Podesten und Terrassen ergeben sich vielfältige Blickbezüge in einzelne Gartenbereiche und die städtische und landschaftliche Umgebung.
  - Gestaltung des Villengartens im westlichen Hangbereich: Der westliche Hangbereich des Gartens wird von der Villa aus durch hinauf- und herabführende, geschwungen verlaufende und mit kleinen Treppen versehene Wege erschlossen. Es befinden sich hier ein oberer, mittlerer und unterer Sitzplatz. Der mittlere Sitzplatz liegt in der 4. Ebene des Gartens an der SW-Ecke der Villa und ist nach SO durch eine halbkreisförmige Trockenmauer an dessen oberen Rand eine geschnittene Hecke aus Schneebeere steht, abgefangen. Im Westen des Platzes wird der Hang durch Steine gehalten. Im Osten des Sitzplatzes führt, unterhalb der genannten Trockenmauer, eine von Nord nach Süd geschwungen verlaufende Treppe aus 10 Betonstellstufen zu einem Weg. Dieser Weg ist rechtsseitig von einer Trockenmauer begrenzt und schwingt nach Westen zu dem unteren Sitzplatz, welcher im Norden von anstehendem Fels begrenzt wird. Im Osten der genannten Treppe schwingt in entgegen gesetzter Richtung ein kurzer schmaler Weg weiter hinab. Dieser spaltet sich einerseits in einen, nach SO, zu dem Süd-Eingang des Wirtschaftsraumes führenden, kurzen Weg, wie in eine nach Osten zur 3. Ebene des Gartens hinab führende Treppe mit 4 Stufen. Die sich hier im Süden der Villa befindende Gartenfläche wurde verändert. Von dem mittleren Sitzplatz ausgehend führt eine Treppe mit 8 Stufen und eine weitere Treppe mit 8 Stufen sowie ein geschwungen verlaufender Weg zu dem oberen Sitzplatz.
  - Unterhalb des Platzes steht im Süden Fels an, auf den eine kleine Mauer aufgesetzt ist. Die den Platz im Norden begrenzende Stützmauer schwingt vom Weg rechtsseitig auf den Platz und knickt dann zweimal im stumpfen Winkel ab, so dass ein annähernd trapezförmiger Platz entsteht. Im letzten Abschnitt der Mauer ist eine kleine Bank/Stufe in Sitzhöhe eingefügt. Oberhalb des Weges und des oberen Platzes ist der Hang behutsam profiliert und durch einen schmalen Weg erschlossen. Unterhalb des Weges ist der Hang ebenfalls leicht profiliert. Von dem unteren, größten, bereits genannten Platz führt eine kleine Treppe mit 4 Stufen aus Beton weiter nach unten und im Bogen nach Süden zu einem Weg an der Süd-Grenze. Dieser Weg wird in seinem mittleren Verlauf durch zwei Hainbuchen in zwei leicht gegeneinander schwingende Bögen gelenkt. Linksseitig sind wegbegleitend aufrecht stehende gehauene Steine gegen den Hang gesetzt. Weiter östlich spaltet sich der Weg in eine untere Terrasse und einen oberen Weg auf.
  - Die Terrasse wird im Süden durch eine geradlinig verlaufende Stützmauer aus Quarzporphyr, die die Südgrenze des Grundstückes bildet, gehalten. Diese Terrasse befindet sich bereits auf der 1. Ebene des Gartens. Der obere Weg läuft auf eine zweite, obere, parallel zur unteren Terrasse liegende Terrasse und ist durch eine Trockenmauer mit aufgesetztem Geländer abgefangen. Die obere Terrasse endet im Osten mit einem im rechten Winkel nach Norden abknickenden Bereich der durch eine Stützmauer im Osten gehalten wird. Eine nach Norden führende Treppe mit 4 Stufen, ein Podest und eine anschließend nach Osten führende Treppe mit 7 Stufen leiten hinab auf die genannte dreieckige Gartenfläche in der 1. Ebene des Gartens. Eine weitere Treppe führt von dieser oberen Terrasse nach Norden zu dem veränderten Gartenbereich im Süden der Villa.
3. 1 2  
Forstbotanischer Garten
  - Schweizer Haus: von dem Forstmathematiker Max Robert Pressler entworfen, zweigeschossiger Fachwerkbau mit umlaufendem Balkon, Faunusbüste im Giebelfeld, Bronzebüste von Ernst Rietschel (1804–1861) im Auftrag des Grafen von Einsiedel (1773–1861), 1851 (Heinrich Cotta) und Büste des M. R. Pressler von R. Schrauder, 1890, Büste des Johann Adam Reum, 1851 aufgestellt (vermutlich Werkstatt Rietschels), Granitsäule als Gefallenendenkmal
  - Bodenrelief: durch Wegeführung und Plätze gegliederte Hanglagen, Terrassierung für Beetflächen; Erschließung: Hauptzugang im NO, Nebenzugang im Süden, Fahrweg, geschwungenes Wegesystem mit Aussichtsplätzen und Sitzplätzen
  - Blickbeziehung: Aussichtsplätze mit Aussicht nach Norden und Osten
    - „Cottaplatz“ mit Aussicht nach Osten
    - „Königsplatz“ mit Aussicht nach Westen und Nordwesten
    - „Letzter Blick“ mit Aussicht nach Westen

  - Einfriedung und Gartenbauten: Einfriedungszaun mit z. T. erhaltenen Sandsteinpfeilern und Holzlattenzaun, Trockenmauern an Wegen bei steilerer Hanglage, Treppenanlagen in steileren Wegeabschnitten, „Rosentreppe“, Trockenmauern an terrassierten Beetanlagen, Pavillon und halbkreisförmige Sandsteinbank am Cottaplatz, Zisterne am Königsplatz.
  - Vegetation: forstbotanische Sammlung mit Solitärbäumen und Solitärsträuchern
  - Denkmale: 1851 Eiserne Büste Johann Adam Reum, 1952 restauriert und Ersatz des Sandsteinsockels durch Syenitsockel; 1851 Bronzebüste Heinrich Cotta von Bildhauer Rietschel, gegossen im Lauchhammerwerk; 1890 Bronzebüste Robert Pressler von R. Schrauder, gegossen in Glockengießeranstalt C. Albert Bierling, Dresden, auf Piedestal aus geschliffenem Granit.
  - Kriegerdenkmal: Gedenksäule aus Granit für die Gefallenen des Ersten Weltkrieges der Forstakademie auf dem Königsplatz.
  - Gebäude: 1842 Schweizer Haus (als Lehrgebäude genutzt, seit 1885 im Erdgeschoss Museum)
  - Sammlungen: 1811 Pflanzensammlung des Forstbotanischen Gartens, 1885 Zapfensammlung, Herbar und Xylothek (seit 1885 im Erdgeschoss des Schweizer Hauses)
  - Leitung des Forstbotanischen Gartens: 1811–1839 Johann Adam Reum; 1839 Valentin Reum (Adoptivsohn von J. A. Reum); 1877 jeweiliger Professor für Botanik zugleich Direktor des Gartens.
  - Geschichte (aus dem Internet übernommen):
    - 1811 Gründung des Forstbotanischen Gartens Tharandt durch Heinrich Cotta und Adam Reum. Pflanzungen zunächst auf einer Fläche von ca. 1,7 ha
    - 1831 714 Taxa in Kultur
    - 1835 Bau von Brunnen und einer 3 km langen Wasserleitung zur Versorgung des Gartens
    - 1842 Errichtung des Schweizer Hauses als erstes forstliches Lehrgebäude in Tharandt
    - 1875 Der Garteninspektor Gustav Büttner erarbeitet den ersten, noch heute gültigen Plan zur Anlage systematisch-botanischer Quartiere
    - 1880 Bau des ersten kleinen Gewächshauses
    - 1885 Einrichtung des Forstbotanischen Museums im Schweizer Haus
    - 1900 Vermehrte Pflanzenbereitstellung für sächsische Forstverwaltung
    - 1905 Anlage erster geografischer Quartiere 1643 Taxa in Kultur
    - 1913 Bau der Villa am Haupteingang des Forstbotanischen Gartens als Wohnhaus des damaligen Direktors Franz Wilhelm Neger (1868–1923), heute Verwaltungsgebäude des Parks
    - 1950 Durch Vernachlässigung während des Zweiten Weltkrieges Rückgang der Zahl kultivierter Taxa auf 963
    - 1951 Erweiterung um ca. 7 ha und Bau eines zweiten Gewächshauses
    - 1978 Einführung einer detaillierten Aufzeichnung der Herkunftsdaten des Pflanzenmaterials durch P. A. Schmidt
    - 1996 Neubau eines vollautomatischen Gewächshauses als Ersatz für die beiden alten
    - 1998 Die Stadt Tharandt schenkt dem Forstbotanischen Garten ein Grundstück von 0,2 ha zur Anlage einer Streuobstwiese.
4. ↑  
Villa, Heinrich-Cotta-Str. 15
  - Villa: zweigeschossiger Putzbau mit Pilastergliederung, konvex vorspringende Veranda mit Säulen, aufwändige Dachlandschaft
  - Villengarten: In den 50er Jahren des 20. Jh. wurde die Villa als Hort genutzt, in den 80er Jahren als Wohnungen, seit 1993 als Kindergarten. Die Spielplätze des Kindergartens sind behutsam in das vorhandene Bodenrelief und Wegesystem eingeordnet. Die Feinstruktur des Gartens ist nur noch im SW-Bereich vorhanden.
  - Einfriedung: Süd-Abschnitt der westlichen Einfriedung Stützmauer aus Sandsteinmauerwerk mit aufgesetztem neuen Holzlattenzaun (im Nord-Abschnitt neue Stützmauer aus Beton), Erschließung: Treppenanlage an der NW-Ecke der Villa zum Eingang der Villa, geschwungen verlaufendes Wegesystem, im SW-Bereich im Hang verlaufende schmale Wege und zwei Sitzplätze (ein unterer halbkreisförmiger kleiner Platz, ein oberer ovaler kleiner Platz).
  - Bodenrelief: von Ost nach West ansteigender Hang, im Nord-Bereich Terrassierung des Gartens in 3 Ebenen, Böschungen, Stützmauer in der NW-Ecke, im SW-Bereich zwei Sitzplätze als Plateaus.
  - Gehölze: im Norden der Villa Solitärbaum (Pyramideneiche) und Koniferen (Lebensbaum und Eibe), an der Nord-Grenze Solitärbäume (Maulbeere, Linde) und Eiben, im Osten der Villa Solitärbäume (Eiche, Blutbuche, Lärche), im Süden der Villa Rhododendron, im Süd-Bereich des Gartens Solitärbäume (Linde, Kastanie, Hainbuche) und Sträucher (Haselnuss, Eiben, Rhododendron), außerhalb des Gartens an der Ost-Grenze Solitärbäume (zwei Buchen, eine Linde).
  - Gartenbauten: Treppenanlage an der NW-Ecke der Villa mit oberem geradlinigen Treppenabschnitt mit 12 Sandsteinstufen, Podest mit Eingang zur Villa und unterem geschwungenen Treppenabschnitt mit 16 Sandsteinstufen (Geländer neu), im NW des Gartens ehemaliger Springbrunnen mit Sandsteineinfassung (als Sandkasten genutzt) und Stützmauer aus Sandsteinmauerwerk mit Abdecksteinen aus Sandstein und eingelassenen Sandsteinpfeilern sowie eine kleine geschwungene Treppe mit 18 Sandsteinstufen.
5. ↑  
Villa, Heinrich-Cotta-Str. 17
  - Villengarten (nach Literaturauszug, vor Ort prüfen!!, noch nicht erfasst)
  - Erschließung: von Osten im weiten Bogen durch den Garten geführter Fahrweg zur Villa, von Westen zum West-Eingang der Villa eine Brücke ehemals mit zwei Tierplastiken aus Bronze (Hirsche), Bodenrelief: Terrassierung, Exedra im Osten der Villa
  - Gartenbauten: künstliche Felsengruppen, eine mit Austernschalen ausgekleidete schwarze Grotte, ein tempelartiger Platz; Wasser: Teich mit Fontäne
  - Gehölze: Solitärbäume und Baumgruppen; Blickbeziehung: von der Exedra und dem Bogengang Blickbezüge zur Stadt und Landschaft.
6. ↑  
Villa, Heinrich-Cotta-Str. 19
  - Eigentümer: 1851–1887 Julius Adolf Stöckhardt (Bauherr der Villa); 1887–1946 Rittmeister Friedrich Otto von Jäckel; 1946–1956 Alma Selma Teichmann; 1956–1984 Rudolf Kleinert; 1984 Rolf Ulbricht.
  - Nebengebäude: im Osten der Villa in Kellerhöhe, auf dem Dach des Nebengebäudes eine Terrasse, ein Nord-Eingang und ein Süd-Eingang.
  - Villengarten: Der Garten ist sehr gut gepflegt.
  - Erschließung: von der Heinrich-Cotta-Straße durch das NW-Tor zum Hof und Nord-Eingang der Villa, im Osten vom südlichen Zugangsweg zur Schlossruine durch die Ost-Pforte zum Weg in der unteren Ebene und Nord-Eingang des Nebengebäudes sowie zu einer ansteigenden Treppe zum Hof, vom Hof über die Ost- und Süd-Terrasse zum Süd-Eingang der Villa und über eine hinabführende Treppe in den Garten, vom Garten zum Süd-Eingang des Nebengebäudes, vom Garten eine Tür in den Keller unter der Süd-Terrasse, im Süden von der Parkanlage am Schlossteich eine Pforte mit zwei Sandsteinpfeilern und einem Türflügel aus Holz an der SO-Ecke des Gartens, im Garten Wege und Treppen am Hang sowie kleine Plätze.
  - Gartenteile: a) Hof im Norden der Villa.
    - Einfriedung: im Westen Sandsteinpfeiler und neue Zaunfelder aus Holzlatten, NW-Tor mit zwei Torpfeilern aus Sandstein und zwei Radabweisern aus Sandstein sowie zwei neuen Torflügeln aus Holzlatten, im Osten Zaunpfeiler aus Eisen mit Holzlattenzaun und Pforte.
    - Bodenrelief: zwei Ebenen mit Hoffläche in der oberen Ebene (in Höhe des Erdgeschosses der Villa) und Wegefläche im Norden des Nebengebäudes in der unteren Ebene (in Höhe des Kellers der Villa), eine von der oberen zur unteren Ebene verlaufende Treppe mit Stützmauer.
    - Vegetation: im Westen und Norden Gehölzfläche mit einer Einfassung aus aufrecht gestellten Klinkern und 7 Eiben.
    - Bauliche Elemente: im Osten der Hoffläche Stützmauer aus roten Klinkern und nach Süden zur unteren Ebene hinabführende Treppe mit 18 Blockstufen aus Sandstein.
    - Wasser: Altes Abwassersystem mit insgesamt 4 miteinander verbundenen Abwassergruben, davon befinden sich zwei im Hof, 1. Abwassergrube im Westen des Nord-Einganges der Villa mit Sandsteineinfassung und Betonabdecksteinen, 2. Abwassergrube im NO des Hofes mit Betonabdecksteinen. Gehölze: Eiben im NW und Norden.

  - Gartenteile: b) Terrassen im Osten, Süden und SW der Villa (Ost-Terrasse auf der Dachfläche des Nebengebäudes, Hof und Terrassen liegen in gleicher Höhe) 
    - Einfriedung: Die Ost-Terrasse auf dem Dach des Nebengebäudes ist im Norden, Osten und Süden mit einer Brüstungsmauer (mit Lücke versetztes Klinkermauerwerk und Abdecksteine aus Sandstein) und hohen Sandsteinpfeilern umgeben. Die hohen Pfeiler sind gleichfalls Stützen einer ehemals vorhandenen Pergolaauflage aus Holz. Im Norden, zur Hoffläche, befindet sich eine Pforte aus Holz. Die Süd-Terrasse wird im Süden durch eine Stützmauer aus Sandsteinmauerwerk gehalten. Auf dieser stehen Sandsteinpfeiler und eine Brüstungsmauer (mit Lücke versetztes Klinkermauerwerk und Abdecksteine aus Sandstein). Die SW-Terrasse wird im Osten und Süden von einer Stützmauer aus Sandsteinmauerwerk gehalten. Eine niedrigere Brüstungsmauer als zuvor ist auf diese aufgesetzt. An der Außenseite der Sandsteinpfeiler befinden sich Halterungen aus Eisengestänge. Im Westen wird die Terrasse von der Einfriedungsmauer aus verputztem Ziegelmauerwerk mit Sandsteinpfeilern begrenzt. Diese wird durch eine geschnittene Eibenhecke verdeckt.
    - Befestigung: Die Ost- und Süd-Terrasse sind mit roten profilierten Keramiksteinen befestigt. Eine Entwässerungsrinne aus Keramiksteinen verläuft parallel zur Südfassade. Der in der Mitte der Südfassade stehende, von Sandsteinsäulen getragene Balkon überdacht eine mit Sandsteinplatten befestigte Fläche der Süd-Terrasse. Die Wegefläche der SW-Terrasse ist mit einer Splittfläche abgedeckt. Im Westen der Fläche liegt parallel zur Einfriedungsmauer eine Entwässerungsrinne aus Keramiksteinen.
    - Vegetationsflächen: Auf der Süd-Terrasse, direkt vor der Fassade der Villa, rechts und links des Balkons, liegen Beetflächen, die mit Kantensteinen eingefasst sind. Im Westen der SW-Terrasse liegt vor der Eibenhecke eine Beetfläche, die mit Kantensteinen aus Sandstein eingefasst ist. Vor der niedrigen Brüstungsmauer dieser Terrasse befindet sich ebenfalls eine Beetfläche, die in den 1950er Jahren angelegt wurde.
    - Bauliche Elemente: Im Osten der Süd-Terrasse eine in den Garten hinabführende Treppe mit Sandsteinblockstufen, rechtsseitiger abgestufter Stützmauer/Wange aus Sandstein mit Sandsteinabdeckplatten und linksseitiger Terrassenmauer/Stützmauer und Handlauf, am oberen Ende der Treppe Reste einer Türhalterung und eines Anschlages im Mauerwerk. Kleinarchitektur: Holzlaube an der SW-Ecke der SW-Terrasse.
    - Ausstattung: eine von ehemals mehreren klassizistischen Terracottavasen auf dem östlichen Brüstungspfeiler der Süd-Terrasse, Bank und Tisch aus Eichenknüppeln. Sichtbeziehung: nach Süden über den am Südhang liegenden Garten auf den Schlossteich und in das Tal der Wilden Weißeritz.

  - Gartenteile: c) Garten im Süden der Villa am Südhang.
    - Einfriedung: östlicher Einfriedungszaun aus Maschendraht, südlicher neuer Einfriedungszaun aus Maschendraht (Süd-Grenze war zuvor der jetzt zugeschüttete Mühlgraben), im Osten ein Sandsteinpfeiler, an der SO-Ecke eine Pforte, im SW eine hohe, in zwei Stufen abgetreppte Mauer aus Sandstein mit Resten von Eisenstützen eines ehemals aufgesetzten Drahtzaunes.
    - Bodenrelief: Südhang mit starker Neigung im mittleren Bereich und flacherer Neigung im oberen und unteren Bereich. Erschließung und Wegesystem: Der Garten wird von der Villa aus über die von der Süd-Terrasse hinabführende Treppe erschlossen (siehe oben). Vom Keller aus führt unter der Süd-Terrasse ein Ausgang mit Sandsteinstichbogen direkt in den Garten. Im oberen und unteren Gartenbereich befinden sich je zwei Querwege. Der oberste Querweg wird im Süden von Formsteinen aus rotem Beton begrenzt. Ein westlicher und ein östlicher Weg mit Treppen führen den Hang hinab. Der westliche Weg ist streckenweise begrenzt durch niedrige Trockenmauern und wegbegleitende geschnittene Hecken. Der östliche Weg stößt ca. in der Mitte des Gartens auf den westlichen Weg. Im SO-Bereich des Gartens führt der westliche Weg weiter im Zickzack bis zur Pforte an der SO-Ecke des Gartens (siehe oben).
    - Sitzplätze: Am westlichen Weg liegen drei Sitzplätze. ein von einer Stützmauer (Trockenmauer aus Quarzporphyrsteinen) begrenzter Sitzplatz, ein zweiter Sitzplatz mit halbkreisförmigem Grundriss und bogenförmiger Stützmauer (Trockenmauer aus Quarzporphyrsteinen) und ein Platz mit Feuerstelle am anstehenden Fels.
    - Gartenbauten: am westlichen und unteren Weg mehrere kleinere Treppen, am westlichen Weg Treppe mit 18 Sandsteinblockstufen und am östlichen Weg Treppe mit 30 Stufen und 2 Podesten. Ausstattung: auf dem oberen Sitzplatz eine kleine Überdachung mit Eisengestell, Gartenbank und Gartentisch mit Gestellen aus Gusseisen, im unteren Gartenbereich Steinbank.
    - Wasser: von den insgesamt vier Abwassergruben (zwei davon im Hof) 3. Abwassergrube an der Blutbuche im SO der Villa und 4. Abwassergrube am unteren Querweg des oberen Gartenbereiches, Reste einer Wasserzisterne an der Westgrenze unterhalb der Stützmauer der SW-Terrasse (Wasser von Wemsdorfer Quelle herangeführt), Reste eines Wasserleitungssystems.
    - Gehölze und Stauden: Solitärbaum (Blutbuche) an der SO-Ecke der Villa, Baum- und Strauchgruppen (Spitzahorn, Hainbuche, Haselnuss, Flieder, Pfaffenhütchen, Falscher Jasmin, Schneebeere, Eibe, Hartriegel, Holunder, Efeu, Kornelkirsche, Rhododendron, Weigelie, Zaubernuss, Prunus spec., Rosen und Weißdorn), im Süden Solitärstrauch (Hortensie) und Obstgehölze (Quitte, Apfel, Brombeere), die Wege begleitende Hecken (Hainbuche, Hartriegel, Eibe, Liguster), an der Ost-Grenze Weißdornhecke, Stauden (Fingerhut, Funkien, Farn, Bergenien, Immergrün).
    - Vegetationsflächen: im oberen Gartenbereich Stauden- und Blumengarten, im mittleren Gartenbereich landschaftlicher Garten mit Gehölz- und Staudenflächen am Hang, im unteren Gartenbereich Obst- und Gemüsegarten sowie Stauden und Solitärsträucher, im Osten des unteren Gartenbereiches terrassierte Gemüsebeete.
7. ↑  
Evangelische Pfarrkirche (Bergkirche Zum Heiligen Kreuz). 
  - Auf einem Bergsporn über dem Weißeritztal gelegene große Saalkirche mit vorgelagertem Westturm. Auf dem Gelände der geschleiften Unterburg unter Verwendung der Bausubstanz 1626–30 errichtet. Nach Brand von 1807 das Innere und der Turm erneuert. Ausweisungsstelle Landesamt für Denkmalpflege Sachsen Restaurierung 1927 (innen), 1979/80 (außen und innen). Verputzter Bruchsteinbau mit Ecksteinquaderung und hohem, steilem Satteldach. Der gerade Ostschluss mit zwei gedrückten Spitzbogenfenstern, am zweigeschossigen spitzen Giebel Blendbogen. Der quadratische Westturm harmonisch in die mit kleinen Rundbogen- und Rundfenster gestaltete Westfassade eingebunden, das Glockengeschoss an den Seiten abgeschrägt, mit Haube und Pyramide. In der Turmhalle Sterngewölbe. Auffälliges, nicht einheitlich gearbeitetes spätromanisches Westportal, Sandstein, mit reichen korinthisierenden Kapitellen und Blattwerk am Bogenansatz, vermutlich von der Burg stammend, 2. V. 13. Jh. Das Innere flachgedeckt, aufgrund der ungewöhnlichen Lage der 1840/41 erneuerten zweigeschossigen Emporen im Westen und Norden auffallend breit wirkend. Im Osten eingeschossige Orgelempore, diese unterhalb durch Einbauten (wohl 1927) geschlossen. Sakristei an der Nordseite mit Tonnengewölbe und zugespitztem Rundbogenfenster (ältester Teil der Kirche).
  - Ausstattung: Schlichter klassizistischer Säulenaltar, um 1800. Im Mittelfeld urspr. zwei Gemälde, diese ersetzt durch eine auf hohem Postament stehende geschnitzte Kreuzigungsgruppe, um 1510 (vermutlich  ehem. Triumphkreuzgruppe). Im Ausdruck und in der Gewandbehandlung hervorragende Arbeit wohl eines Dresdner Meisters (südwestdeutscher Herkunft). – Schlichte Holzkanzel mit gemalten Evangelisten, 17. Jh. – Kelchförmige, ornamentale Sandsteintaufe, zum Teil farbig gefasst, von dem Freiberger Johannes Fritzsche, datiert 1635. – Schöner klassizistischer Prospekt der Kayser-Orgel von 1806 (Rühle-Werk von 1967/69). – An der Südwand lebensgroßes Kruzifix mit Rosshaarperücke, wohl spätes 15. Jh. (vgl. Freiberg, Dom). – In der Turmvorhalle zwei figürliche Grabdenkmäler aus Sandstein: für Philippina Nitzsche († 1634), farbig gefasst, liebevolle Detailausführung, die zweiundzwanzigjährige in Festtagskleidung mit Spitzenmanschetten und Spitzenkragen, Sebastian Walther zugeschrieben, für Pfarrer M. Adam Schneider († 1667), farbig gefasst (Dehio Sachsen I, 1996).
  - Verputzter Bruchsteinbau mit Ecksteinquaderung und hohem, steilem Satteldach, der gerade Ostschluss mit zwei gedrückten Spitzbogenfenstern, am zweigeschossigen Giebel Blendbogen. In der Turmhalle Sterngewölbe, auffälliges, nicht einheitlich gearbeitetes spätromanisches Westportal, Sandstein, mit korinthisierenden Kapitellen und Blattwerk am Bogenansatz, vermutlich von der Burg stammend, 2. Viertel 13. Jh., das Innere flachgedeckt, Sakristei an der Nordseite mit Tonnengewölbe und zugespitztem Rundbogenfenster (ältester Teil der Kirche). Gefallenendenkmal: Sandsteinmonolith auf Sockel, gegiebelt, mit Namen und Lorbeerkranz.
8. ↑  
Burgruine Tharandt
Erste Erwähnung 1216, 1242-82 Residenz und Jagdpfalz Heinrich des Erlauchten von Meißen, im 14. Jh. Sitz der Markgrafen zu Pestzeiten, in den 80er Jahren des 14. Jh. Heiratsgut Elisabeths von Mähren († 1400), der Gemahlin des Markgrafen Wilhelm I. (1343–1407). Seit 1463 häufiger Aufenthaltsort der böhmischen Königstochter Sidonie von Böhmen (Zdena) (1449–1510) und ihres Gemahls Herzog Albrecht von Sachsen (1443–1500), seit seinem Tode 1500 ständiger Wohnsitz der Zdena bis zu ihrem Tod 1510. Teilzerstörung 1568, Ausbau der Fenster und Türen für das im Bau befindliche Jagdschloss in Grillenburg, dann 1579 von Kurfürst August zum Abriss freigegeben. 1790 Planierung des Geländes. Erhalten blieben von der Oberburg drei hochragende Wände des Palas und die des Kapellenturms (Südturm) sowie Teile der Schildmauer. Kriegerdenkmal Erster Weltkrieg mit zwei flankierenden Winter-Linden. 

Mehrfache Restaurierungen und Grabungen (1821, 1912, 1965, 1991). Ein breiter ehemaliger Halsgraben, heute verfüllt, trennt die Anlage vom Berg. An der schmalsten Stelle des Bergsporns weiterer ehemaliger Halsgraben zwischen Unter- und Oberburg. Auf der geschleiften Unterburg die Kirche, die Oberburg, durch die Schildmauer geschützt, nachweislich mit romanischem Unterbau, einer Substruktion im Bereich des Halsgrabens zum Berg hin. Die Wände der Ruine des Palas und des Kapellenturms aus Bruchstein mit behauener Ecksteinquaderung (die Ziegelüberwölbungen der Fensteröffnungen nicht original). Im Kapellenturm (Südturm) Gewölbe freigelegt, heute abgedeckt, Gedenkstein zur Geburt von Friedrich August Albert von Sachsen (1797–1854).
9. 1 2  
Villa „Sanitas“ – Geschichte 
 
1870 der Arzt Johannes Haupt praktiziert in Tharandt im Haus des Fuhrwerksbesitzers Hahn; 1884 Gründung des Privatsanatoriums für Nervenkranke durch J. Haupt; 1896–98 Bau des Sanatoriumsgebäudes (heute Rathaus), Finanzierung des Baus durch Baron v. Milkau; 1900–01 Erweiterungsbau, Anlage des Gartens Ende des 19. Jh.; 1928 Schließung des Sanatoriums.
10. ↑  
Villa „Sanitas“ – Sanatoriumsgarten
  - Gartenteile: Vorgarten im SW der Villa „Sanitas“ (Rathaus), Sanatoriumsgarten am Hang
  - Gebäude: Turnhalle im NW der Villa „Sanitas“ (Rathaus), Blockhütte am Hang, Keller im Hang, Pavillon im Vorgarten; Einfriedung: Einfriedungszaun am Vorgarten,
  - Bodenrelief: von Süd nach Nord ansteigender Hang, kleine Plateaus, Terrassierung (terrassierte Kompostanlage, Terrasse an der Blockhütte, Terrassen des ehem. Stauden- und Blumengartens), Stützmauern an den Wegen und Terrassen
  - Erschließung: Zugangstreppe im NO der Villa „Sanitas“ (Rathaus), Rampenweg im Norden der Villa, Zick-Zack-Weg im Norden des Erweiterungsbaus, Wege und Plätze am Hang
  - Gartenbauten: Grotte im Ost-Bereich, ehem. mehrere Holzlauben am Hang, Stützmauern aus Bruchsteinmauerwerk, Treppen zu den Plateaus und Terrassen, Treppenanlage (Zugangstreppe) im NO der Villa, Pavillon im Vorgarten; Wasserelement: gefasste Quelle mit Wasserbecken im oberen Hangbereich; Ausstattung: Reste von Bänken (Steinsockel)
  - Gehölze: Solitärbaum (Esskastanie, Eiche, Linde), Baumbestand (Linden, Eichen, Weymuthkiefern, Roteichen, Bergahorn, Spitzahorn, Hainbuchen, Birken, Haselnuss), Obstgehölze (Pflaumen im SO-Bereich).
11. ↑  
Kalkwerk Tharandt
  - Geschichte: Das Kalkwerk Tharandt war bis 1917 in Betrieb, wohl seit dem 9. Jh. Kalk- und Marmorabbau vor Ort, zunächst im Tagebau, ab etwa 1790 im Untertagebetrieb über einen Kunst- und Treibeschacht bis zur 5. Sohle in 56 m Teufe sowie einen Blindschacht bis zur 7. Sohle in ca. 70 m Teufe (heute verwahrt, vier weitere Tagesschächte auf dem Gelände vmtl. verfüllt bzw. verbrochen), zudem obertägiger Porphyr-Abbau (hinter ehem. Maschinenhaus), der in Schacht- und Ringöfen gebrannte Kalk fand überwiegend als Baukalk in der Umgebung, darüber hinaus zur Fabrikation chemischer Produkte und als Düngekalk Verwendung, weiterhin Lieferung von Rohkalk als Zuschlagstoff an das Stahlwerk Freital sowie von schwarzblauer, roter, gelber, grüner oder weißer Marmorkörnung bzw. dergleichen Marmormehl für die Terrazzoherstellung, deutschland- bzw. europaweiter Versand der Ware per Schienennetz, 1910 noch 32 Arbeitskräfte beschäftigt, Einstellung des Abbaus 1917, letzte Betreiber waren die Gebrüder Zschille (das nördlich benachbarte Keil’sche Kalkwerk baute dasselbe Kalksteinvorkommen auf Fördergersdorfer Flur ab, wurde aber bereits früher aufgegeben), Gründe für die Stilllegung waren der Arbeitskräftemangel nach dem Ersten Weltkrieg sowie ein großer Bruch auf der 6. Sohle, der sich bis über Tage fortsetzte und größere Investitionen zur Aufwältigung der Abbaue notwendig gemacht hätte, nachfolgend Abbühnung und Verfüllung der Schächte, überwiegender Abbruch der Betriebsgebäude, in den 1970er-Jahren Sicherungs- und Verwahrungsarbeiten der Bergsicherung Dresden.
  - Denkmale des Kalkabbaus und der Kalkverarbeitung: Aus Bruchsteinen aufgemauerter Unterbau eines Kalkofens, ursprünglich herkömmlicher Schachtofen, nach Neubau eines effektiveren Ringofens 1901 außer Betrieb gesetzt, da dieser allerdings hinter den Ertragserwartungen zurückblieb folgte 1902 der Umbau des alten Schachtofens zum „Gasofen“ (d. h. zum Kalkschachtofen mit Gasfeuerung mittels zweier Gasgeneratoren) umgebaut, Bauherr Paul Zschille (Kalkwerksbesitzer), Bauausführung Heinrich Warlich (Ingenieur aus Dresden), bei dem Umbau blieb der Unterbau des alten Schachtofens fast vollständig erhalten, wurde jedoch im hinteren Teil um einen Schürraum als Zugangsmöglichkeit zu den Treppenrosten der Gasgeneratoren, um die zugehörigen Eintragsöffnungen für das Braun-/Steinkohlen-Gemisch (böhmische Braunkohle, Steinkohle aus Freital) sowie um einen ringförmig um den Brennschacht verlaufenden Gaskanal ergänzt, letzterer war über sechs Öffnungen mit dem knapp 7 m hohen Brennschacht verbunden, der neu errichtet wurde und über ein hölzernes Fördergerüst mit Aufzugswinde für die Kalk-Hunte von der Gichtbühne aus beschickt werden konnte, über der Gichtbühne schloss sich ein 5 m hoher Schornstein (später nochmals auf etwa das Doppelte erhöht) an, das in den Gasgeneratoren erzeugte Gas vermischte sich in der Brennkammer mit von den Abzugsöffnungen emporgestiegener und durch den bereits gebrannten Kalk erhitzter „Sekundärluft“, das Gas-Sauerstoff-Gemisch verbrannte anschließend ohne Verbrennungsrückstände zu hinterlassen, der Brennkalk konnte über die Abzugsöffnungen unter dem Brennschacht abgezogen werden. Tagesstrecke zum Paul Schacht (ehem. Maschinenschacht), geradlinige Streckenauffahrung, mit Bruchsteintrockenmauerwerk überwölbt, bereits auf einem Situationsriss aus dem Jahre 1848 verzeichnet, in den 1970er-Jahren Verschluss der Schachtmündung durch die Bergsicherung.
  - Keine Denkmale: Kunst- und Treibeschacht mit Förderturm, Maschinen- und Kesselhaus, daneben Schmiedegebäude, Schacht von der Bergsicherung 1975 verwahrt, originaler Schachtkranz sichtbar (Aussage Hr. Göpfert), ehem. Maschinenhaus nach Ende der bergbaulichen Nutzung zum Wohnhaus umgebaut, zusammen mit Schmiede teils auch zur Papierherstellung genutzt (durch Blätterfabrikant Reinhold Huhle), baulich verändert, heute leerstehend.
  - Neues Huthaus (altes Huthaus wurde durch nicht erhaltenen Ringofen ersetzt), später Kanzlei und Mannschaftsgebäude, grenzt direkt an die Talmühlenstraße an, starke Überformung, heute Wohnhaus.
12. ↑  
Friedhof Tharandt
  - Einfriedung: im Westen Einfriedungsmauer mit Abdeckplatten aus Sandstein, im Osten Böschung am Schloitzbach mit östlicher Stützmauer zur Wilsdruffer Straße.
  - Erschließung und Wegesystem: an der Wilsdruffer Straße Brücke und rechteckiger Vorplatz, im Osten des Vorplatzes Stützmauer mit aufgesetztem Metallgeländer, im Norden und Süden des Vorplatzes schmiedeeiserner Zaun, im Norden des Vorplatzes schmiedeeiserne Pforte, im Westen des Vorplatzes Mauer mit zwei Eckpfeilern und Abdeckplatten aus Sandstein sowie zwei Torpfeilern aus Sandstein und Tor mit zwei schmiedeeisernen Torflügeln mit der Jahreszahl 1873 (Ost-Tor des Friedhofs), auf dem Friedhof am Ost-Tor halbkreisförmiger Platz mit roten profilierten Gehwegklinkern befestigt und Kanten aus roh behauenem Granitstein eingefasst, auf dem Friedhof orthogonales Wegesystem, Nord-Süd-Wegeachse mit südlichem U-förmigen Platz vor der Aussegnungshalle, Ost-West-Wegeachse mit Platz am Ost-Tor, wassergebundene Wegedecke und Kantensteine aus Granit z. T. erhalten, Zugang von Norden.
  - Gehölze: am Rand des halbkreisförmigen Eingangsplatzes Baumreihe mit sechs ehemals geschnittene Linden (Kronenansätze in ca. 4 m Höhe), an der westlichen Seite des Längsweges an der Ostgrenze (im Norden des Einganges) Baumreihe von sechs ehemals geschnittenen Linden (Kronenansätze in ca. 4

m Höhe), im Norden der westlichen Hälfte des Hauptquerweges Baumreihe von Juniperus und im mittleren Bereich der Hauptlängsachse (zwischen den beiden Quermauern) Baumreihe Juniperus, Reste von Lebensbaumhecken zwischen den Gräberreihen, Reste von Grabeinfassungen aus Buchsbaum.
  - Bauliche Elemente: zwei Quermauern mit Abdeckplatten aus Sandstein; Blickbeziehung: in der Nord-Süd-Wegeachse Sichtachse zur Aussegnungshalle.
13. ↑  
Evangelische Pfarrkirche Fördergersdorf (vermutlich Nikolauspatrozinium.) 
  - Auf einer Anhöhe gelegene Saalkirche romanischen Ursprungs mit geradem Schluss. Umbau 1517, Dachreiter 1744, 1897 Erweiterung nach Westen. Umfassende Restaurierung 1927–30 (u. a. die 1868 an der Ost- und Südwand entdeckten Malereien), 1975 (innen und außen), 1995/96 (außen). Verputzter Bruchsteinbau mit steilem Satteldach, der achtseitige verschieferte Dachreiter mit Haube und Laterne. An der Nordseite romanisches Portal, darüber romanisches Rundbogenfenster.
  - Das Innere des uneinheitlich wirkenden Emporensaales flachgedeckt, die Emporen an Nord- und Westseite eingeschossig, doppelgeschossig im Osten, an der Südwand Patronatsloge, 17. Jh. Weiteres romanisches Rundbogenfenster an der Südseite oberhalb der Kanzel sichtbar. Spitzbogiges Portal zur tonnengewölbten Sakristei an der Nordseite.
  - Polychrome Wandmalereien an Süd- und Ostwand, in quadratischen Bildfeldern lebendig dargestellte Szenen aus den ersten beiden Büchern Mose, im Sockelbereich mit einem illusionistisch gemalten Vorhang und nach oben mit einem Fries abschließend, 1. H. 15. Jh. Reste von Wandmalereien auch an der Nordseite, vermutlich ehem. vollständige Ausmalung des Innenraums mit einer Reihenillustration, die eine monumentale Historien-Bibel-Illustration darstellte – eine typologische Gegenüberstellung wäre denkbar. – Spätgotischer Flügelschrein der Freiberger Schule, in der Predella Anbetung der Hl. Drei Könige, darüber im Mittelfeld Maria mit Kind, dem hl. Nikolaus und Johannes dem Evangelisten, in den Flügeln vier Szenen aus dem Marienleben. Auf der Rückseite der Flügel die hll. Katharina und Margarethe, um 1520. – Schlichte Holzkanzel, 19. Jh. Die kelchförmige, ornamentale Sandsteintaufe bezeichnet 1583. – Spätromantische Eule-Orgel von 1897 auf mechanischen Kegelladen (Dehio Sachsen I, 1996).
  - Kirchhof und Friedhof: Der Kirchhof ist 1863 nach Osten zum Friedhof erweitert worden. Kriegerdenkmal mit Ädikulaformen, Halle mit Spitzbogenfenstern.
    - Einfriedung: Einfriedungsmauer aus Bruchsteinmauerwerk mit Abdeckplatten aus Sandstein, an der östlichen Einfriedungsmauer eine Tafel mit der Jahreszahl „1863“ für die Erweiterung des Kirchhofs zum Friedhof, NW-Tor mit Sandsteinpfeilern und zwei Torflügeln aus Holzlatten, auf dem westlichen Pfeiler des NW-Tores ein Sandsteinkreuz, Nord-Pforte mit zwei Sandsteinpfeilern und einem Türflügel aus Holzlatten, Süd-Tor mit zwei neuen Sandsteinpfeilern und zwei neuen schmiedeeisernen Torflügeln
    - Erschließung: im NW Zufahrt zum Pfarrhof und weiter von Nord nach Süd ansteigender Zugangsweg zum Kirchhof, im Norden der Kirche Weg mit Sandsteinplatten (Grabsteine), Reste eines orthogonalen Wegesystems mit Wegekreuz, geradlinig verlaufender Weg zwischen dem Süd- und Nord-Tor
    - Bodenrelief: von Südwest nach Nordost leicht abfallendes Gelände, Höhensprung mit Stützmauer zwischen Kirchhof im Süden und tiefer liegendem Pfarrhof im Norden, im Westen der westlichen Einfriedungsmauer Böschung und Hohlweg; Wasser: Schöpfbecken aus Sandstein (vorheriger Standort: sog. Turmhof)
    - Gehölze: am Zufahrtsweg im NW des West-Tores zum Pfarrhof Baumgruppe von zwei Linden und einer Eiche im Dreieck gepflanzt, in der Mitte des Dreiecks Rundsockelstein mit Inschriften: „Des Herren Wort bleibt in Ewigkeit 31. October 1817“ (Pflanzung der beiden Reformationslinden) und „… Juli 1889“ (vermutlich Pflanzung der Luthereiche am 31.11.1883 zum 400. Geburtstag Martin Luthers), am Hohlweg im Westen der westlichen Einfriedungsmauer Solitärbäume (Linden), auf dem Kirchhof eine Hemlock mit starken Ästen am unteren Stamm und abgebrochener Krone, Eiben, Lebensbäume, ein Fliederbaum.
    - neogotische Gruftkapelle (1854) der Forstmeisterfamilie Kreß an der südlichen Einfriedungsmauer
    - Kriegerdenkmal des Ersten Weltkrieges mit zwei Sandsteinsäulen, Gedenktafeln und Kupferdach an der Nord-Fassade der Kirche
    - Grabmale: monumentales Grabmal (Nische in der Kirchhofsmauer) mit Büste des Reichstagsabgeordneten Georg Ernst Julius Oertel (27. März 1856 in Großdölzig – 23. Juli 1916 in Spechtshausen) – Einzeldenkmal Grabstätte Kirsten (Pfarrer Paul Kirsten 1872–1953, Paula Kirsten 1875–1934, Tochter Ingeborg 1906–1928): antik gewandete Stehende mit Schleier und Ölgefäß – Einzeldenkmal Grabmale der Altgärtner an der südlichen Einfriedungsmauer, Pfarrgräber mit Grabmalen am Pfarrhaus, Tränenopferstein, fast vollständige romanische Grabplatte (drei große Bruchstücke).
14. 1 2  
Jagdschloss Grillenburg
  - Geschichte:
    - 1554–1558: „Jagdhaus“ (unter Amtmann Hans von Dehn im Auftrag von Kurfürst August, im Zuge der Auflösung des Tharandter Schlosses)
    - 1588 (nach dem Plan von M. Oeder): ein Gebäude mit Stall an der Mauer, ein anderes Gebäude freistehend, ein Gebäude außerhalb der Mauer in der Nähe der Brücke, 4 Teiche (Oberteich, Mittelteich, Unterteich am Schloss, ausgew… Teich) und dazugehörende Dämme, eine Brücke über den Unterteich, Einfriedungsmauer mit 3 Toren
    - 1658 (nach dem Inventar von 1658): Schösserei (1656 neu erbaut), Bärenhaut mit Stallungen für 70 Pferde, Kurfürstliches Haus mit 8 Stuben, das Neue Haus mit Keller im Steinfels, Silberkammerhäuschen, Torwärterhaus (der Guggug) mit 1 Stube, 1 Kammer, Stallung für 8 Pferde, Oberschuppen für Wolfszeug im Winter
    - um 1700 (Rekonstruktionszeichnung): Schösserei, der Lange Stall, Die Bärenhaut, Kirchenruine darüber das Jägerhaus, Fürstenhaus, Schießhaus, Wasserhaus, Das obere Wasserhaus, Stall- und Wagenschuppen, Garten
    - 18. Jh. (Plan): „Chur-Fürstl. Forsthof“, des Oberforstmeisters Wohngebäude (ehem. Schösserei), Kuhstall, Pferde- und Zugviehsstall, Kurfürstl. Haus (nicht bezeichnet), daran des Forstsschreibers Holzschuppen und Garten, Wildbrets Heu-Scheune mit Keller, Schießhaus, Fischhaus, Wasserhaus, des Oberforstmeisters Grätz Garten
    - 1807 (Plan gez. von J.? C. Adam): „Königliches Jagdhaus“ (ehem. Schösserei), dazugehöriger Stall und Seitengebäude, „Amthaus“ (ehem. Kurfürstliches Haus), daran ein Küchengarten, „Jägerhaus“, Wasserhaus, altes Röhrwasserhaus, Schuppen, Hundezwinger, abzutragendes Schießhaus, weitere Nebengebäude
    - 1875 (Äquidistanten-Karte u. geologische Karte).: „Oberforstmeisterei“, Unterer Teich vorhanden, Oberer und Mittlerer Teich nicht vorhanden
    - um 1900: Oberforstmeisterei von hier verlegt
    - 1938/39: „Sächsischer Jägerhof“, unter Martin Mutschmann (1879–1947) Bau des „Neuen Jägerhauses“ nach Plänen (1937) von Wilhelm Jost, Inneneinrichtung von Architekt O. Hempel, Ausführung durch die Hellerauer Werkstätten,
    - 30er Jahre: Haus mit Forstwartdienstwohnung und Hundezwinger anstelle des Stalles, Kegelbahn, Bootshaus, Jagdhütte, Veränderungen am Colmnitzer Tor, Graben mit Kalkstaustufen als Zulauf für den Unteren Teich, wieder angelegter Oberer Teich gespeist von Waldquellwasser mit zwei Inseln als Gondelteich und Neuanlage des Badesee mit Sandstrand gespeist aus altem Teichkanal des 16. Jh.

  - Jagd- und Forsthof mit äußerem Bereich mit drei Stauteichen und innerem eingefriedeten Bereich – Äußerer Bereich
    - Gebäude: Bootshaus am Nordufer des Oberen Teichs, Jagdhütte auf einem Hügel im SO des Oberen Teichs, Eingang zur Luftschutzanlage; Erschließung: Wegesystem mit Uferwegen und Dammwegen
    - Wasser: im Süden „Oberer Teich“ mit zwei Inseln, im Osten „Badesee“ mit Badestrand am West-Ufer, im Norden U-förmiger „Unterer Teich“ mit Ost- und West-Bereich und einer Insel im Ost-Bereich, im Osten Teichkanal des 16. Jh. als Zulauf zum Badesee, Waldquellwasser durch einen Graben zum Oberen Teich geführt, im SW Graben mit Kalkstaustufen als Zulauf für den Unteren Teich, Damm im Osten des Oberen Teiches, Damm zwischen Oberem Teich und Badesee mit Teichständer und Abfluss vom Oberen Teich in den Badesee, Damm zwischen Oberem und Unterem Teich mit Überlauf vom Oberen in den Unteren Teich, Damm zwischen Badesee und Unterem Teich mit Teichständer und Ablauf vom Badesee in den Unteren Teich, Ablauf vom Unteren Teich nach Norden (Ursprung der Tribisch heute), Reste einer ehem. Fontaine (Barrieren) im Oberen Teich
    - Vegetation: Gehölze, Wald und Wiesen: Solitärbäume und Baumgruppen an den Ufern und Dämmen (Buchen, Eichen, eine Roteiche am Damm zwischen Badesee und Unterem Teich), Solitärbaum (mehrstämmiger Bergahorn) vor dem Colmnitzer Tor, am Süd-Ufer des Süd-Teichs, Wiese mit freiwachsenden Hecken im Westen und Osten des Badesees, Wiese im  Zentrum der Anlage, Wiese im NO der Anlage
    - Bauliche Elemente: an der nördlichen Zufahrt Brücke aus Sandstein mit drei Bögen und beidseitiger Brüstungsmauer mit Abdeckplatten aus Sandstein, im Norden der Brücke beidseitige Mauer aus Sandsteinmauerwerk mit Abdeckplatten aus Sandstein an einem dreieckigen Vorplatz, neue Brücke zwischen Badesee und kleinem Teich im Osten des Badesees, zwei Torpfeiler aus Sandsteinmauerwerk mit Abdeckplatten am SW-Ende des Dammweges zwischen Oberem und Unterem Teich; Ausstattung: lange Lehnenbank mit Banksockeln aus Naturstein und Holzlattenauflage an der Jagdhütte
    - Blickbeziehung: von der Jägerhütte nach NO zu Wiesenflächen, von der NO-Ecke des Unteren Teiches über den Teich zum Schloss, von der Brücke zum Schloss, von den Damm- und Uferwegen zu den Teichen

  - Jagd- und Forsthof mit äußerem Bereich mit drei Stauteichen und innerem eingefriedeten Bereich – Innerer eingefriedeter Bereich
    - Gebäude: „Jagdschloss“ (ehem. Schösserei) im NO, Nebengebäude im Osten, Reste des sog. „Fürstenhauses“ im Westen, Jagdhaus „Neues Jägerhaus“ mit romanischen Kellergewölben, Luftschutzbauten und Kegelbahn im Süden; Erschließung: nördliche Zufahrt über die Bogenbrücke zum Nord-Tor, südöstliche Zufahrt zum sog. Dorfhainer Tor, südwestliche Zufahrt über einen Dammweg zum sog. Colmnitzer Tor, gepflasterter Weg vom Colmnitzer Tor parallel zur westlichen Einfriedungsmauer zum Hof, Hof mit wassergeb. Wegedecke und Plattenweg aus Sandsteinplatten,
    - Gartenteile: 1. Hof im Süden des Jagdschlosses; 2. Küchengarten mit Einfriedungsmauer im NW des Jagdschlosses; 3. Schmuckanlage im Westen des Jagdschlosses;  4. Terrassenanlage mit zwei Stützmauern aus Sandsteinmauerwerk und zwei Treppen im Süden des Hofes;  5. sog. Bergwiese im Süden der Terrassenanlage; 6. Obstgarten im SO der Bergwiese; 7. Vorplatz und Freisitzflächen sowie Treppenanlage am Jägerhaus.
    - Einfriedung: Einfriedungsmauer aus Sandsteinmauerwerk mit Abdeckplatten aus Sandstein, Nord-Tor mit zwei Torpfeilern aus Sandsteinmauerwerk, im NO Durchfahrt in der östlichen Einfriedungsmauer, im SO „Dorfhainer Tor“, an der SW-Ecke „Colmnitzer Tor“ mit Rundbogen und zwei Torflügeln aus Holz in einem höheren Mauerabschnitt, im NW Einfriedungsmauer des Küchengartens aus Sandsteinquadern mit Abdeckplatten aus Sandstein (im Süden und Osten als Stützmauern, im Osten ohne Abdeckplatten), in der nördlichen Einfriedungsmauer des Küchengartens Durchgang zum Unteren Teich; Bodenrelief: von Nord nach Süd ansteigendes Gelände, Stützmauern an der Terrassenanlage und als südliche und östliche Einfriedungsmauer des Küchengartens; Wasser: Wasserbecken der Schmuckanlage
    - Gehölze: Baumpaar auf einem kleinen Platz am Nord-Ende der Bogenbrücke, Baumreihe (Bergahorn) an der Innenseite des südlichen Abschnittes der westlichen Einfriedungsmauer, Baumreihe (Linden) auf der Terrassenanlage, Obstbäume (Pflaumen) im Obstgarten, Hecke (Hainbuchen) an der Süd- und Ostgrenze des Küchengartens, 3 Pflaumenbäume und ein Apfelbaum im Küchengarten, Solitärbäume in und an der SO-Ecke
    - Gartenbauten: von der Schmuckanlage hinabführende Treppe in den Küchengarten, vom Hof eine hinaufführende Treppe zur Terrasse der Terrassenanlage und eine weitere Treppe, Treppenanlage und Terrassenflächen aus Natursteinplatten am Jägerhaus
    - Tierplastiken: Bronzefigur (Hirsch) auf Sandsteinsockel im Süden des ehem. Fürstenhauses, Bronzefigur (Bär) sicher gestellt, ehem. Bronzefigur (Schwein) verloren gegangen; Figuren: ehem. zwei Jägerfiguren aus dem 16. Jh. auf je einem Torpfeiler des Nord-Tores, 1855–1903 je zwei Vasen auf diesen Pfeilern; Ausstattung: Außenlampen am Jägerhaus.
15. ↑  
Jagdschloss Grillenburg – ehem. Jagdsitz. 
  - Vermutlich urspr. Anfang 13. Jh. unter Markgraf Dietrich von Meißen angelegter Jagdsitz im Tharandter Wald. Die Anlage von vier Stauteichen und einer ca. 450 m langen Bruchsteinmauer umgeben, mit dem im Südwesten erhaltenen Colmnitzer Tor aus Grillenburger Sandstein (im 16., 19., 20. Jh. Umbauten und Erweiterungen). Das ansteigende Gelände bildet am höchsten Punkt eine Hügelkuppe, eingetieft in diese Anhöhe Reste eines spätromanischen Baus.
  - Kurfürst August von Sachsen errichtete 1554 im Norden des Areals ein Fürstenhaus mit einer Schösserei, Stallungen, Wirtschaftsgebäuden und Unterkünften für das Gesinde. Das 1473 erbaute Schloss in Tharandt (Weißeritzkreis) gab er auf und ließ das verwendbare Baumaterial nach Grillenburg schaffen, wo ab 1568 dann der Amtssitz war (1827 nach Tharandt zurückverlegt). Nach dem Tod des Kurfürsten (1599) wurde ein Jägerhaus auf der Anhöhe über dem ehem. spätromanischen Bau errichtet. Von den Bauten ist nur die ehem. Schösserei mit einem Teil des langen Stalls erhalten. 1935 wurde die Schösserei zum Sächsischen Jägerhof von den Nationalsozialisten ausgebaut. 1938/39 wurde als Jäger- und Gästehaus auf der Anhöhe das sog. Neue Jägerhaus errichtet.
  - Reste der spätromanischen Anlage. Unter dem Neuen Jägerhaus ein aus Bruchstein gebauter quadratischer Raum (ca. 13,5 m2), über den Schildbögen ein vierjochiges Kreuzgratgewölbe, von einem mittig stehenden niedrigen Pfeiler getragen. Grabungen (1936) ergaben, dass an diesen Raum in der Anlage eines griechischen Kreuzes weitere nahezu quadratische Räume anschlossen, von welchen niedrige Gänge ausgingen, die jeweils in eine kleine Kammer mündeten, vermutlich Reste eines hypokaustischen Systems.
  - Neues Jägerhaus. Nach Plänen von Wilhelm Jost (Außenbau) und Oswin Hempel (Innenausbau) 1938/39 erbaut. Restaurierungen 1969. Massives Monumentalgebäude im Stil der Neurenaissance. Über dem quadratischen zweigeschossigen Hauptbau ein außergewöhnlich hohes, steiles Walmdach mit zwei ausgebauten Dachgeschossen. Ein aufwendig gestaltetes Relief um das Rundbogenportal mit Jagdmotiven. Der an der Rückseite anschließende langgestreckte Flügel eingeschossig mit Satteldach und ausgebautem Dachgeschoss. Der Innenausbau von den Deutschen Werkstätten Hellerau ausgeführt, das Inventar aus verschiedenen heimischen, zum Teil kostbaren Hölzern geschaffen.
  - An das Jägerhaus schließt entlang der Umfassungsmauer eine Kegelbahn an. Am Haus Bronzeplastiken von 1938 (Hubertushirsch, Bär, Keiler) aufgestellt. Zu dem Jägerhaus gehören auch die zwei kleineren Wohnhäuser am Fuß der Anhöhe, die sich wie zwei Pavillonbauten dem Hauptbau zuordnen lassen. Sie sind zweigeschossig mit steilem Walmdach. Das westliche ist auf Fundamenten des ehem. Schlosses errichtet, der Sandsteinkeller mit Rundbogentüren (Steinmetzzeichen) von 1554/58.
  - Ehem. Schösserei. Von Hans Irmisch und Hans von Dehn-Rothfelser 1554–58 erbaut. Nach Brand von 1654 von Ezechiel Eckhardt 1655 wiederaufgebaut, Umbauten 1855 unter Oberlandbaukondukteur Rothe und 1935/36. Restaurierungen 1969. Das Renaissancegebäude des 16. Jh. blieb als Rest des ehem. Jagdschlosses erhalten. Beim Umbau 1855 erhielt der Bau einen schlossähnlichen Charakter. Zweigeschossiger Bau, mit einem aus der Mittelachse gerückten dreigeschossigen Risalit, an der Vorderseite schwach, an der Rückseite deutlich hervortretend, auf dem steilen Satteldach über dem Risalit ein Uhrturm, das Satteldach mit Dachhäuschen und Fledermausgaupen. An diesen Bau schließt im rechten Winkel der ehem. lange Stall an.
  - Die zur ehem. Schlossanlage führende Holzbrücke im Norden des Areals wurde 1730 durch eine Sandsteinbogenbrücke vermutlich nach Plänen von Matthäus Daniel Pöppelmann (1662–1736) ersetzt. Am Ende der Brücke zwei Pfeiler, urspr. mit je einer lebensgroßen Jägerfigur mit Jagdhund aus Sandstein von Abraham Conrad Buchau, 1. H. 17. Jh. (heute im Museum für Sächsische Volkskunst, Dresden) (Dehio Sachsen I, 1996). Innenausstattung des Neuen Jägerhauses von den Deutschen Werkstätten Hellerau, Luftschutzbauten unterm Haus.
16. ↑  
Forstliche Ausbildungsstätte Grillenburg. Denkmaltext: 
  - Wohnheim, Schulungsgebäude und Werkstattgebäude der ehem. Forstlichen Ausbildungsstätte Grillenburg, als Ensemble 1952/53 nach Planungen des Architekten Gebauer errichtet, der auch für öffentliche Bauten in Graupa und Gohrisch (Gästehaus des Ministerrats) zuständig war.
  - Das Wohnheim ist ein langgestreckter zweigeschossiger Putzbau mit Satteldach, zur Eingangsseite als Schleppdach (mit Gaupe) heruntergezogen. Eingangszone als asymmetrisch in der Fassade befindliche Öffnung hinter Portikus, bestehend aus vier mit Figuren und dem Namen des Architekten beschnitzten Holzsäulen, darüber Gaupe, altdeutsche Schieferdeckung, Fenster großteils im Erdgeschoss mit filigranen Gittern unterschiedlicher Entstehungszeit versehen, im Bereich französischer Fenster auch in beiden Geschossen. Wand und Öffnungen erscheinen in angenehmer Proportionierung, die Öffnungen (teilweise französische Fenster) noch überwiegend durch filigrane Gitter, nicht alle bauzeitlich, akzentuiert. Die hölzerne Eingangstür neu in ursprünglicher Teilung, innen großteils noch die originalen Holztüren sowie filigranes zeittypisches Treppengeländer, die ehemalige Kantine bzw. Kultursaal mit zum Teil originaler Bühne mit Holzrahmung, in diesem Raum die drei Piloti ohne ihr ursprüngliches Dekor (Feierikonografie, Theatermasken etc., vgl. Fotos der 1950er Jahre), letzteres womöglich noch unter Verkleidung erhalten.
  - Das Schulungsgebäude ein eingeschossiger Putzbau im gleichen Stil, z. B. ebenfalls mit Eingang unter Schleppdach und altdeutscher Schieferdeckung, das Werkstattgebäude mit Garagen im rechten Winkel angrenzend, hier Lisenengliederung des eingeschossigen Putzbaus mit Dachausbau. Die Anlage ist ein Zeugnis der öffentlichen Bautätigkeit der frühen DDR und durch ihre Ursprünglichkeit bereits von Seltenheitswert, sie verdeutlicht mit hohem Dokumentationswert die zeitgenössische konservative Nutzung von Formen des Heimatstils im Sinne des „Nationalen Kulturerbes“, verbunden mit typischen Formen der internationalen Nachkriegsmoderne vor allem im Innern.
17. ↑  
Triangulationsstation Opitzhöhe. 

Denkmaltext: Der Punkt Opitzhöhe wurde im Mai 1869 an der Kreuzung datiert Weissig-Tharandter (hohen) mit der Opitz-Hainsberger Straße errichtet. Vom Grundstückseigentümer, Gutsbesitzer K. G. Klotzsche in Weissig, wurde mittels Kaufvertrag vom 22. Mai 1869 ein Fläche von 37 m² um die Säule erworben. Der Kaufpreis betrug insgesamt 24 Mark. Der Pfeiler gehört zu der bei Steinmetzmeister Böhme in Bobritzsch hergestellten Serie. Durch seinen Standort an der Wegekreuzung wurde der Pfeiler umgefahren, aber sofort im April 2010 wieder aufgestellt. Die Station steht an einer Feldwegekreuzung, wie im Nagel beschrieben. In westlicher Richtung wurde ein Wasserhochbehälter errichtet, daneben ein moderner Windgenerator. Der Punkt ist markant durch einen einzeln stehenden großen Lindenbaum gekennzeichnet. 

Die Säule steht augenscheinlich schief. Der Granit ist sehr hell, eventuell wurde er aufgearbeitet. Die Schrift ist nur noch sehr schwach lesbar, sie ist teilweise mit einem Fettstift o. ä. nachgezeichnet. Die Schrift zeigt nach Südwesten. Die Säule hat keine Abdeckung mehr, in der Kopffläche der Säule sind fünf Vertiefungen, von denen noch drei als Zentrum und exzentrische Festlegungen erkennbar sind. Augenscheinlich war an der Säule kein Höhenbolzen angebracht. Richtung Süden und Osten ist weiterhin freie Sicht. 

Im Zeitraum 1862 bis 1890 erfolgte im Königreich Sachsen eine Landesvermessung, bei der zwei Dreiecksnetze gebildet wurden. Zum einen handelt es sich um das Netz für die Gradmessung im Königreich Sachsen (Netz I. Classe/Ordnung) mit 36 Punkten und die Königlich Sächsische Triangulierung (Netz II. Classe/Ordnung) mit 122 Punkten. Geleitet wurde diese Landesvermessung durch Christian August Nagel, wonach die Triangulationssäulen auch als „Nagelsche Säulen“ bezeichnet werden. Dieses Vermessungssystem war eines der modernsten Lagenetze in Deutschland. Die hierfür gesetzten Vermessungssäulen blieben fast vollständig an ihren ursprünglichen Standorten erhalten. Sie sind ein eindrucksvolles Zeugnis der Geschichte der Landesvermessung in Deutschland sowie in Sachsen. Das System der Vermessungssäulen beider Ordnungen ist in seiner Gesamtheit ein Kulturdenkmal von überregionaler Bedeutung.